# Davis Cup 2022
Davis Cup 2022, oficiálně se jménem sponzora Davis Cup by Rakuten 2022, byl jubilejní 110. ročník nejdůležitější týmové soutěže mužů v tenise, do něhož zasáhlo rekordních 145 národních družstev. Globálním partnerem soutěže se potřetí stala japonská společnost Rakuten zaměřená na elektronické obchodování. 
Prvním hracím termínem se stal víkend 4. a 5. března, kdy se hrála kvalifikační kola finále a obou světových skupin. Základní skupiny finálového turnaje pro 16 účastníků navázaly během září v Bologni, Glasgowě, Hamburku a Valencii. Závěrečná vyřazovací fáze finále proběhla v listopadu ve španělské Málaze, původně určené pro skupinovou fázi. První a druhá světová skupina se konaly v polovině září. V každé z nich i přidružené baráži bylo odehráno dvanáct vzájemných duelů do tří vítězných bodů ve dvou dnech, se čtyřmi dvouhrami a čtyřhrou jako v pořadí třetím utkáním. Kontinentální zóny 3. a 4. skupin měly formát jednotýdenních základních bloků a barážové nástavby o konečné pořadí, s dvěma dvouhrami a jednou čtyřhrou, do dvou vítězných bodů. Všechny zápasy se hrály na dvě vítězné sady se závěrečným tiebreakem. Kapitáni mohli do týmu nominovat až pět hráčů.
Ruský tým měl jako obhájce titulu podruhé startovat pod hlavičkou Ruské tenisové federace s neutrálním statusem a bez užití ruské vlajky, hymny a názvu Ruská federace kvůli státem řízenému dopingu. V roce 2021 získal třetí titul, jímž navázal na triumfy z let 2002 a 2006. Po ruské invazi na Ukrajinu v závěru února 2022 byly reprezentace Ruska a Běloruska vyloučeny ze soutěže.
Historicky první titul získala Kanada, startující v soutěži od roku 1913, jakožto šestnáctá vítězná země. Navázala tak na triumf z lednového ATP Cupu 2022. Austrálie nastoupila do prvního finále od roku 2003, kdy vybojovala dvacátou osmou salátovou mísu.

## Finále

### Skupinová fáze
- Místo konání: Unipol Arena / Bologna, Emirates Arena / Glasgow, Am Rothenbaum / Hamburk, Pavelló Municipal Font de Sant Lluís / Valencie[14][4]
- Datum: 14.–18. září 2022[15]
- Formát: Šestnáct týmů bylo rozděleno do čtyř čtyřčlenných skupin, v nichž se utkal každý s každým. Družstva z prvních dvou míst každé skupiny postoupila do listopadové vyřazovací fáze hrané od čtvrtfinále.[3]

Skupinové fáze finále se zúčastnilo šestnáct týmů:
- 1 finalista 2021 (Chorvatsko, Ruská tenisová federace (RTF) byla z ročníku vyloučena)
- 1 nejvýše postavený poražený semifinalista 2021 (Srbsko nahradilo RTF 13. března 2022)
- 2 týmy na divokou kartu (Velká Británie a Kanada, která v březnu 2022 nahradila původně vybrané Srbsko)
- 12 vítězů březnového kvalifikačního kola 2022

| Účastníci  | Účastníci | Účastníci   | Účastníci      | Účastníci | Účastníci |
| Argentina  | Austrálie | Belgie      | Francie        |           |           |
| Chorvatsko | Itálie    | Jižní Korea | Kanada         |           |           |
| Kazachstán | Německo   | Nizozemsko  | Spojené státy  |           |           |
| Srbsko     | Španělsko | Švédsko     | Velká Británie |           |           |
| ---------- | --------- | ----------- | -------------- | --------- | --------- |

#### Nasazení
Nasazení vychází z žebříčku ITF vydaného 7. března 2022.
1. Chorvatsko
2. Španělsko
3. Francie
4. Spojené státy
5. Německo
6. Kanada
7. Itálie
8. Velká Británie
9. Kazachstán
10. Belgie
11. Srbsko
12. Argentina
13. Švédsko
14. Austrálie
15. Nizozemsko
16. Jižní Korea

#### Skupiny
| Skupina | 1. místo   | 1. místo | 1. místo | 1. místo | 2. místo      | 2. místo | 2. místo | 2. místo | 3. místo       | 3. místo | 3. místo | 3. místo | 4. místo    | 4. místo | 4. místo | 4. místo |
| Skupina | tým        | MZ       | U        | S        | tým           | MZ       | U        | S        | tým            | MZ       | U        | S        | tým         | MZ       | U        | S        |
| tým     | MZ         | U        | S        | tým      | MZ            | U        | S        | tým      | MZ             | U        | S        | tým      | MZ          | U        | S        |          |
| ------- | ---------- | -------- | -------- | -------- | ------------- | -------- | -------- | -------- | -------------- | -------- | -------- | -------- | ----------- | -------- | -------- | -------- |
| A       | Itálie     | 3–0      | 7–2      | 16–7     | Chorvatsko    | 2–1      | 5–4      | 12–10    | Švédsko        | 1–2      | 4–5      | 10–12    | Argentina   | 0–3      | 2–7      | 7–16     |
| B       | Španělsko  | 2–1      | 7–2      | 16–8     | Kanada        | 2–1      | 5–4      | 11–12    | Srbsko         | 2–1      | 4–5      | 10–10    | Jižní Korea | 0–3      | 2–7      | 7–14     |
| C       | Německo    | 3–0      | 6–3      | 13–9     | Austrálie     | 2–1      | 6–3      | 12–8     | Francie        | 1–2      | 4–5      | 12–10    | Belgie      | 0–3      | 2–7      | 6–16     |
| D       | Nizozemsko | 3–0      | 6–3      | 14–9     | Spojené státy | 2–1      | 5–4      | 11–12    | Velká Británie | 1–2      | 4–5      | 11–12    | Kazachstán  | 0–3      | 3–6      | 10–13    |

### Vyřazovací fáze
- Místo konání: Martin Carpena Arena / Málaga[4][16]
- Datum: 23.–27. listopadu 2022
- Povrch: tvrdý (hala)
- Formát: Družstva z prvních dvou míst čtyř základních skupin postoupila do čtvrtfinále, od nějž byl závěrečný turnaj hrán vyřazovacím systémem.

|  | Čtvrtfinále           | Čtvrtfinále           | Čtvrtfinále           |                       |                       | Semifinále            | Semifinále            | Semifinále            |                       |                       | Finále                | Finále                | Finále                |                       |                       |
|  |                       |                       |                       |                       |                       |                       |                       |                       |                       |                       |                       |                       |                       |                       |                       |
|  | 24. listopadu, Málaga |                       |                       |                       |                       |                       |                       |                       |                       |                       |                       |                       |                       |                       |                       |
|  |                       | Itálie                | 2                     |                       |                       |                       |                       |                       |                       |                       |                       |                       |                       |                       |                       |
|  |                       | Spojené státy         | 1                     |                       |                       | 26. listopadu, Málaga | 26. listopadu, Málaga | 26. listopadu, Málaga | 26. listopadu, Málaga | 26. listopadu, Málaga |                       |                       |                       |                       |                       |
|  |                       |                       |                       |                       |                       | Itálie                | 1                     |                       |                       |                       |                       |                       |                       |                       |                       |
|  | 24. listopadu, Málaga | 24. listopadu, Málaga | 24. listopadu, Málaga | 24. listopadu, Málaga |                       |                       | Kanada                | 2                     |                       |                       |                       |                       |                       |                       |                       |
|  |                       | Německo               | 1                     |                       |                       |                       |                       |                       |                       |                       |                       |                       |                       |                       |                       |
|  |                       | Kanada                | 2                     |                       |                       |                       |                       |                       |                       |                       | 27. listopadu, Málaga | 27. listopadu, Málaga | 27. listopadu, Málaga | 27. listopadu, Málaga | 27. listopadu, Málaga |
|  |                       |                       |                       |                       |                       |                       |                       |                       |                       |                       |                       | Kanada                | 2                     |                       |                       |
|  | 23. listopadu, Málaga | 23. listopadu, Málaga | 23. listopadu, Málaga | 23. listopadu, Málaga | 23. listopadu, Málaga |                       |                       |                       |                       |                       |                       | Austrálie             | 0                     |                       |                       |
|  |                       | Španělsko             | 0                     |                       |                       |                       |                       |                       |                       |                       |                       |                       |                       |                       |                       |
|  |                       | Chorvatsko            | 2                     |                       |                       | 25. listopadu, Málaga | 25. listopadu, Málaga | 25. listopadu, Málaga | 25. listopadu, Málaga | 25. listopadu, Málaga |                       |                       |                       |                       |                       |
|  |                       |                       |                       |                       |                       | Chorvatsko            | 1                     |                       |                       |                       |                       |                       |                       |                       |                       |
|  | 22. listopadu, Málaga | 22. listopadu, Málaga | 22. listopadu, Málaga | 22. listopadu, Málaga |                       |                       | Austrálie             | 2                     |                       |                       |                       |                       |                       |                       |                       |
|  |                       | Nizozemsko            | 0                     |                       |                       |                       |                       |                       |                       |                       |                       |                       |                       |                       |                       |
|  |                       | Austrálie             | 2                     |                       |                       |                       |                       |                       |                       |                       |                       |                       |                       |                       |                       |

#### Finále: Kanada vs. Austrálie
| | Kanada | 2 :                                                                  | 0   | Austrálie |    |            |
| --- | --- | -------------------------------------------------------------------- | --- | --------- | -- | ---------- |
| Martin Carpena Arena, Málaga 27. listopadu 2022 | |                                                                      |     |           |    |            |
| \| \| \| \| 1. \| 2. \| 3. \| \| \| ----------- \| -------------------------------------------------------------------------------------------------------------------------------------------------------------------------------------------------------------------------------------------------------------------------------------------------------------------------------------------------------------------------------------------------------- \| -------------------------------------------------------------------- \| --- \| --- \| -- \| ---------- \| \| 1. \| \| Denis Shapovalov Thanasi Kokkinakis \| 6 2 \| 6 4 \| \| \| \| 2. \| \| Félix Auger-Aliassime Alex de Minaur \| 6 3 \| 6 4 \| \| \| \| 3. \| \| Félix Auger-Aliassime / Vasek Pospisil Max Purcell / Jordan Thompson \| \| \| \| nehrálo se \| \| \| \| \| \| \| \| \| \| \| \| \| \| \| \| \| \| \| \| \| \| \| \| \| \| Podrobnosti \| \| \| \| \| \| \| \| \| Předchozí poměr vzájemných zápasů mezi Austrálií a Kanadou činil 9:1, s poslední výhrou Kanaďanů ve čtvrtfinále finálového turnaje 2019 Kanadští členové první světové dvacítky, 22letý Félix Auger-Aliassime s o rok starším Denisem Shapovalovem, rozhodli o zisku prvního kanadského titulu již ve dvouhrách. Potvrdili tak pozici nejvýše postavené jedničky a dvojky ve startovním poli všech týmů. \| \| \| \| \| \| | |                                                                      |     |           |    |            |
| | |                                                                      | 1.  | 2.        | 3. |            |
| 1. | | Denis Shapovalov Thanasi Kokkinakis                                  | 6 2 | 6 4       |    |            |
| 2. | | Félix Auger-Aliassime Alex de Minaur                                 | 6 3 | 6 4       |    |            |
| 3. | | Félix Auger-Aliassime / Vasek Pospisil Max Purcell / Jordan Thompson |     |           |    | nehrálo se |
| | |                                                                      |     |           |    |            |
| | |                                                                      |     |           |    |            |
| | |                                                                      |     |           |    |            |
| Podrobnosti | |                                                                      |     |           |    |            |
| | Předchozí poměr vzájemných zápasů mezi Austrálií a Kanadou činil 9:1, s poslední výhrou Kanaďanů ve čtvrtfinále finálového turnaje 2019 Kanadští členové první světové dvacítky, 22letý Félix Auger-Aliassime s o rok starším Denisem Shapovalovem, rozhodli o zisku prvního kanadského titulu již ve dvouhrách. Potvrdili tak pozici nejvýše postavené jedničky a dvojky ve startovním poli všech týmů. |                                                                      |     |           |    |            |

### Kvalifikační kolo
Kvalifikační kolo proběhlo 4.–5. března 2022. Nastoupilo do něj dvacet čtyři družstev, které vytvořily dvanáct párů. Los kvalifikačních dvojic se uskutečnil 5. prosince 2021 před madridským finálovým zápasem ročníku 2021. Jednotlivé dvojice odehrály vzájemná mezistátní utkání. Jeden z členů dvojice hostil duel na domácí půdě. Dvanáct vítězů kvalifikačního kola postoupilo do zářijové skupinové fáze finále 2022. Na dvanáct poražených čekala účast v 1. světové skupině 2022.
Kvalifikačního kola se zúčastnilo dvacet čtyři týmů:
- 16 týmů z 3.–18. místa finále 2021 (2 týmy, Kanada a Velká Británie, obdržely divokou kartu přímo do finále)
- 8 nejvýše postavených vítězů 1. světové skupiny 2021
- 2 vítězové vyřazovacího kola 1. světové skupiny 2021

Nasazené týmy
- Francie (1.)
- Španělsko (3.)
- Belgie (4.)
- Spojené státy (5.)
- Kanada (6.)
- Německo (8.)
- Itálie (9.)
- Austrálie (11.)
- Kazachstán (12.)
- Švédsko (14.)
- Argentina (15.)
- Rakousko (16.)

Nenasazené týmy
- Japonsko (17.)
- Česko (18.)
- Kolumbie (19.)
- Nizozemsko (20.)
- Maďarsko (23.)
- Ekvádor (24.)
- Brazílie (26.)
- Jižní Korea (27.)
- Slovensko (29.)
- Finsko (32.)
- Rumunsko (41.)
- Norsko (44.)

| Kvalifikační kolo – 4. a 5. března 2022 | Kvalifikační kolo – 4. a 5. března 2022 | Kvalifikační kolo – 4. a 5. března 2022 | Kvalifikační kolo – 4. a 5. března 2022 | Kvalifikační kolo – 4. a 5. března 2022 | Kvalifikační kolo – 4. a 5. března 2022 | Kvalifikační kolo – 4. a 5. března 2022 |
| Domácí                                  | výsledek                                | hosté                                   | místo konání                            | areál / hala                            | povrch                                  |                                         |
| --------------------------------------- | --------------------------------------- | --------------------------------------- | --------------------------------------- | --------------------------------------- | --------------------------------------- | --------------------------------------- |
| Francie [1]                             | 4–0                                     | Ekvádor                                 | Pau                                     | Palais des Sports                       | tvrdý (h)                               |                                         |
| Španělsko [2]                           | 3–1                                     | Rumunsko                                | Marbella                                | Club de Tenis Puente Romano             | antuka                                  |                                         |
| Finsko                                  | 2–3                                     | Belgie [3]                              | Espoo                                   | Espoo Metro Areena                      | tvrdý (h)                               |                                         |
| Spojené státy [4]                       | 4–0                                     | Kolumbie                                | Reno                                    | Reno Events Center                      | tvrdý (h)                               |                                         |
| Nizozemsko                              | 4–0                                     | Kanada [5]                              | Haag                                    | Sportcampus Zuiderpark                  | antuka (h)                              |                                         |
| Brazílie                                | 1–3                                     | Německo [6]                             | Rio de Janeiro                          | Olympijské tenisové centrum             | antuka                                  |                                         |
| Slovensko                               | 2–3                                     | Itálie [7]                              | Bratislava                              | AXA aréna NTC                           | tvrdý (h)                               |                                         |
| Austrálie [8]                           | 3–2                                     | Maďarsko                                | Sydney                                  | Ken Rosewall Arena                      | tvrdý                                   |                                         |
| Norsko                                  | 1–3                                     | Kazachstán [9]                          | Oslo                                    | Oslo Tennis Arena                       | tvrdý (h)                               |                                         |
| Švédsko [10]                            | 3–2                                     | Japonsko                                | Helsingborg                             | Helsingborg Arena                       | tvrdý (h)                               |                                         |
| Argentina [11]                          | 4–0                                     | Česko                                   | Buenos Aires                            | Lawn Tennis Club                        | antuka                                  |                                         |
| Jižní Korea                             | 3–1                                     | Rakousko [12]                           | Soul                                    | Tenisové centrum Olympijského parku     | tvrdý (h)                               |                                         |

## 1. světová skupina
Zápasy 1. světové skupiny se konaly mezi 15.–16., 16.–17. či 17.–18. zářím 2022. Nastoupilo do nich dvacet čtyři družstev, které vytvořily dvanáct párů. Jednotlivé dvojice odehrály dvoudenní vzájemná mezistátní utkání ve formátu na tři vítězné body (čtyři dvouhry a čtyřhra). Jeden z členů dvojice hostil duel na domácí půdě. Vítězové postoupili do kvalifikačního kola 2023 a na poražené čekala účast v baráži 1. světové skupiny 2023.
1. světové skupiny se zúčastnilo dvacet čtyři týmů:
- 11 poražených týmů z březnového kvalifikačního kola 2022
- 12 vítězných týmů z baráže 1. světové skupiny 2022
- 1 na žebříčku nejvýše poražený tým z baráže 1. světové skupiny 2022 (Uzbekistán)

| Nasazené týmy - Rakousko (16.) - Kolumbie (17.) - Česko (18.) - Japonsko (19.) - Ekvádor (22.) - Chile (23.) - Brazílie (24.) - Indie (25.) - Maďarsko (26.) - Slovensko (27.) - Finsko (28.) - Bosna a Hercegovina (29.) | Nenasazené týmy - Rumunsko (30.) - Uzbekistán (31.) - Norsko (32.) - Izrael (33.) - Peru (34.) - Portugalsko (35.) - Mexiko (36.) - Ukrajina (37.) - Turecko (38.) - Pákistán (39.) - Nový Zéland (40.) - Švýcarsko (45.) |

Žebříček ITF k 7. březnu 2022.
| 1. světová skupina – 16.–17. či 17.–18. září 2022 | 1. světová skupina – 16.–17. či 17.–18. září 2022 | 1. světová skupina – 16.–17. či 17.–18. září 2022 | 1. světová skupina – 16.–17. či 17.–18. září 2022 | 1. světová skupina – 16.–17. či 17.–18. září 2022 | 1. světová skupina – 16.–17. či 17.–18. září 2022 | 1. světová skupina – 16.–17. či 17.–18. září 2022 |
| Domácí                                            | výsledek                                          | hosté                                             | místo konání                                      | areál / hala                                      | povrch                                            |                                                   |
| ------------------------------------------------- | ------------------------------------------------- | ------------------------------------------------- | ------------------------------------------------- | ------------------------------------------------- | ------------------------------------------------- | ------------------------------------------------- |
| Rakousko [1]                                      | 4–0                                               | Pákistán                                          | Tulln an der Donau                                | Tennis Club Tulln                                 | antuka                                            |                                                   |
| Kolumbie [2]                                      | 4–0                                               | Turecko                                           | Bogotá                                            | Carmel Club                                       | antuka                                            |                                                   |
| Izrael                                            | 1–3                                               | Česko [3]                                         | Tel Aviv                                          | Shlomo Group Arena                                | tvrdý (hala)                                      |                                                   |
| Uzbekistán                                        | 3–1                                               | Japonsko [4]                                      | Taškent                                           | Olympijská tenisová škola                         | tvrdý                                             |                                                   |
| Ekvádor [5]                                       | 2–3                                               | Švýcarsko                                         | Salinas                                           | Salinas Golf & Tenis Club                         | antuka                                            |                                                   |
| Peru                                              | 2–3                                               | Chile [6]                                         | Lima                                              | Club Lawn Tennis de La Exposicion                 | antuka                                            |                                                   |
| Portugalsko                                       | 3–1                                               | Brazílie [7]                                      | Viana do Castelo                                  | Centro Cultural de Viana do Castelo               | tvrdý (hala)                                      |                                                   |
| Norsko                                            | 3–1                                               | Indie [8]                                         | Lillehammer                                       | Håkons Hall                                       | tvrdý (hala)                                      |                                                   |
| Ukrajina                                          | 1–3                                               | Maďarsko [9]                                      | Vilnius (Litva)                                   | SEB Arena                                         | tvrdý (hala)                                      |                                                   |
| Slovensko [10]                                    | 3–1                                               | Rumunsko                                          | Bratislava                                        | NTC aréna                                         | antuka (hala)                                     |                                                   |
| Finsko [11]                                       | 5–0                                               | Nový Zéland                                       | Espoo                                             | Espoo Metro Areena                                | tvrdý (hala)                                      |                                                   |
| Bosna a Hercegovina [12]                          | 3–1                                               | Mexiko                                            | Široki Brijeg                                     | Tenisová akademie SET                             | antuka                                            |                                                   |

### Baráž
Baráž 1. světové skupiny se konala 4. až 6. března 2022. Nastoupilo do ní dvacet čtyři družstev, které vytvořily dvanáct párů. Jednotlivé dvojice odehrály dvoudenní vzájemná mezistátní utkání ve formátu na tři vítězné body (čtyři dvouhry a čtyřhra). Jeden z členů dvojice hostil duel na domácí půdě. Vítězové postoupili do zářijové 1. světové skupiny 2022 a na poražené čekala účast ve 2. světové skupině 2022 hrané také v září.
Baráže se zúčastnilo dvacet čtyři týmů:
- 2 poražené týmy z vyřazovacího kola 1. světové skupiny 2021
- 12 poražených týmů z 1. světové skupiny 2021
- 8 nejvýše postavených vítězů z 2. světové skupiny 2021
- 2 vítězné týmy z vyřazovacího kola 2. světové skupiny 2021

| Nasazené týmy - Chile (21.) - Indie (22.) - Uzbekistán (25.) - Portugalsko (28.) - Bosna a Hercegovina (29.) - Izrael (31.) - Uruguay (33.) - Ukrajina (34.) - Pákistán (35.) - Peru (36.) - Libanon (37.) - Mexiko (38.) | Nenasazené týmy - Litva (39.) - Nový Zéland (40.) - Bolívie (43.) - Švýcarsko (45.) - Bělorusko (46.) - Polsko (47.) - Slovinsko (49.) - Turecko (51.) - Jižní Afrika (52.) - Barbados (54.) - Tunisko (56.) - Dánsko (57.) |

Žebříček ITF k 20. září 2021.
| Baráž 1. světové skupiny – 4. až 6. března 2022 | Baráž 1. světové skupiny – 4. až 6. března 2022 | Baráž 1. světové skupiny – 4. až 6. března 2022 | Baráž 1. světové skupiny – 4. až 6. března 2022 | Baráž 1. světové skupiny – 4. až 6. března 2022 | Baráž 1. světové skupiny – 4. až 6. března 2022 | Baráž 1. světové skupiny – 4. až 6. března 2022 |
| Domácí                                          | výsledek                                        | hosté                                           | místo konání                                    | areál / hala                                    | povrch                                          |                                                 |
| ----------------------------------------------- | ----------------------------------------------- | ----------------------------------------------- | ----------------------------------------------- | ----------------------------------------------- | ----------------------------------------------- | ----------------------------------------------- |
| Chile [1]                                       | 4–0                                             | Slovinsko                                       | Viña del Mar                                    | Club Union de Tenis                             | antuka                                          |                                                 |
| Indie [2]                                       | 4–0                                             | Dánsko                                          | Nové Dillí                                      | Delhi Gymkhana Club                             | tráva                                           |                                                 |
| Uzbekistán [3]                                  | 2–3                                             | Turecko                                         | Taškent                                         | Olympijská tenisová škola                       | tvrdý (h)                                       |                                                 |
| Portugalsko [4]                                 | 4–0                                             | Polsko                                          | Porto                                           | Complexo Municipal de Ténis da Maia             | antuka (h)                                      |                                                 |
| Tunisko                                         | 1–3                                             | Bosna a Hercegovina [5]                         | Tunis                                           | Tennis Club de Tunis                            | antuka                                          |                                                 |
| Izrael [6]                                      | 3–1                                             | Jižní Afrika                                    | Ašdod                                           | HaKiriya Arena                                  | tvrdý (h)                                       |                                                 |
| Nový Zéland                                     | 3–1                                             | Uruguay [7]                                     | Las Vegas (Spojené státy)                       | Darling Tennis Center                           | tvrdý                                           |                                                 |
| Ukrajina [8]                                    | 3–0                                             | Barbados                                        | Antalya (Turecko)                               | Rixos Premium Belek                             | tvrdý                                           |                                                 |
| Pákistán [9]                                    | 3–2                                             | Litva                                           | Islámábád                                       | Pakistan Sports Complex                         | tráva                                           |                                                 |
| Peru [10]                                       | 3–1                                             | Bolívie                                         | Lima                                            | Club Lawn Tennis de La Exposición               | antuka                                          |                                                 |
| Švýcarsko                                       | 3–1                                             | Libanon [11]                                    | Biel/Bienne                                     | Jan Group Arena                                 | tvrdý (h)                                       |                                                 |
| Mexiko [12]                                     | bez boje                                        | Bělorusko                                       | Ciudad de México                                | Estadio Rafael Osuna                            | antuka                                          |                                                 |

## 2. světová skupina
Zápasy 2. světové skupiny se konaly mezi 16.–17. či 17.–18. zářím 2022. Dvoudenní vzájemná mezistátní utkání se odehrála ve formátu na tři vítězné body (čtyři dvouhry a čtyřhra). Vítězové postoupili do baráže 1. světové skupiny 2023 a na poražené čekala účast v baráži 2. světové skupiny 2023.
2. světové skupiny se zúčastnilo dvacet čtyři týmů:
- 10 poražených týmů z březnové baráže 1. světové skupiny 2022
- 12 vítězných týmů z březnové baráže 2. světové skupiny 2022
- 2 na žebříčku nejvýše poražené týmy z baráže 2. světové skupiny 2022 (Čína a Thajsko)[22]

| Nasazené týmy - Uruguay (41.) - Libanon (42.) - Litva (43.) - Bolívie (44.) - Tchaj-wan (46.) - Slovinsko (47.) - Tunisko (48.) - Dánsko (49.) - Polsko (50.) - Jižní Afrika (51.) - Barbados (52.) - Dominikánská republika (53.) | Nenasazené týmy - Hongkong (54.) - Salvador (55.) - Estonsko (56.) - Lotyšsko (57.) - Řecko (58.) - Bulharsko (59.) - Egypt (60.) - Indonésie (61.) - Monako (62.) - Irsko (63.) - Čína (64.) - Thajsko (65.) |

Žebříček ITF k 7. březnu 2022.
| 2. světová skupina – 16.–17. či 17.–18. září 2022 | 2. světová skupina – 16.–17. či 17.–18. září 2022 | 2. světová skupina – 16.–17. či 17.–18. září 2022 | 2. světová skupina – 16.–17. či 17.–18. září 2022 | 2. světová skupina – 16.–17. či 17.–18. září 2022 | 2. světová skupina – 16.–17. či 17.–18. září 2022 | 2. světová skupina – 16.–17. či 17.–18. září 2022 |
| Domácí                                            | výsledek                                          | hosté                                             | místo konání                                      | areál / hala                                      | povrch                                            |                                                   |
| ------------------------------------------------- | ------------------------------------------------- | ------------------------------------------------- | ------------------------------------------------- | ------------------------------------------------- | ------------------------------------------------- | ------------------------------------------------- |
| Uruguay [1]                                       | 2–3                                               | Čína                                              | Montevideo                                        | Carrasco Lawn Tenis Club                          | antuka                                            |                                                   |
| Libanon [2]                                       | 3–2                                               | Monako                                            | Zouk Mosbeh                                       | Notre Dame University–Louaize                     | tvrdý                                             |                                                   |
| Litva [3]                                         | 4–1                                               | Egypt                                             | Vilnius                                           | SEB Arena                                         | tvrdý (hala)                                      |                                                   |
| Thajsko                                           | 3–1                                               | Bolívie [4]                                       | Bangkok                                           | The Lawn Tennis Association of Thailand           | tvrdý                                             |                                                   |
| Tchaj-wan [5]                                     | 3–1                                               | Hongkong                                          | Tchaj-pej                                         | Taipei Tennis Center                              | tvrdý                                             |                                                   |
| Slovinsko [6]                                     | 4–0                                               | Estonsko                                          | Portorož                                          | Tenisové centrum Portorož                         | antuka                                            |                                                   |
| Tunisko [7]                                       | 1–3                                               | Řecko                                             | Tunis                                             | Courts de Tennis                                  | tvrdý                                             |                                                   |
| Salvador                                          | 2–3                                               | Dánsko [8]                                        | San José Villanueva                               | Club El Encanto                                   | tvrdý                                             |                                                   |
| Polsko [9]                                        | 5–0                                               | Indonésie                                         | Inowrocław                                        | Hala Widowiskowo Sportowa                         | tvrdý (hala)                                      |                                                   |
| Bulharsko                                         | 3–0                                               | Jižní Afrika [10]                                 | Sofie                                             | Národní tenisové centrum                          | antuka                                            |                                                   |
| Barbados [11]                                     | 2–3                                               | Irsko                                             | Saint Michael                                     | National Tennis Centre                            | tvrdý                                             |                                                   |
| Lotyšsko                                          | 3–2                                               | Dominikánská republika [12]                       | Jūrmala                                           | Národní tenisové centrum Lielupe                  | tvrdý (hala)                                      |                                                   |

### Baráž
Baráž 2. světové skupiny se konala 4.–5. března 2022. Nastoupilo do nich dvacet čtyři družstev, které vytvořily dvanáct párů. Jednotlivé dvojice odehrály dvoudenní vzájemná mezistátní utkání ve formátu na tři vítězné body (čtyři dvouhry a čtyřhra). Jeden z členů dvojice hostil duel na domácí půdě. Vítězové postoupili do zářijové 2. světové skupiny 2022 a na poražené čekala účast ve 3. skupinách kontinentálních zón 2022.
Baráže se zúčastnilo dvacet čtyři týmů:
- 2 poražené týmy z vyřazovacího kola 2. světové skupiny 2021
- 12 poražených týmů z 2. světové skupiny 2021
- 10 vítězných týmů z baráží 3. skupin kontinentálních zón 2021
  - 3 týmy z Evropy
  - 3 týmy z Asie a Oceánie
  - 2 týmy z Ameriky
  - 2 týmy z Afriky

| Nasazené týmy - Čína (42.) - Dominikánská republika (48.) - Thajsko (50.) - Tchaj-wan (53.) - Venezuela (55.) - Estonsko (58.) - Egypt (59.) - Řecko (60.) - Maroko (61.) - Bulharsko (62.) - Zimbabwe (63.) - Hongkong (64.) | Nenasazené týmy - Indonésie (65.) - Vietnam (66.) - Salvador (67.) - Paraguay (68.) - Jamajka (69.) - Lotyšsko (70.) - Monako (71.) - Guatemala (75.) - Irsko (77.) - Kypr (79.) - Pacifická Oceánie (79.) - Benin (81.) |

Žebříček ITF k 20. září 2021.
| Baráž 2. světové skupiny – 4. a 5. března 2022 | Baráž 2. světové skupiny – 4. a 5. března 2022 | Baráž 2. světové skupiny – 4. a 5. března 2022 | Baráž 2. světové skupiny – 4. a 5. března 2022 | Baráž 2. světové skupiny – 4. a 5. března 2022 | Baráž 2. světové skupiny – 4. a 5. března 2022 | Baráž 2. světové skupiny – 4. a 5. března 2022 |
| Domácí                                         | výsledek                                       | hosté                                          | místo konání                                   | areál / hala                                   | povrch                                         |                                                |
| ---------------------------------------------- | ---------------------------------------------- | ---------------------------------------------- | ---------------------------------------------- | ---------------------------------------------- | ---------------------------------------------- | ---------------------------------------------- |
| Čína [1]                                       | bez boje                                       | Irsko                                          | —                                              | —                                              | —                                              |                                                |
| Dominikánská republika [2]                     | 3–0                                            | Vietnam                                        | Santo Domingo                                  | Centro Nacional de Tenis Parque Del Este       | tvrdý                                          |                                                |
| Thajsko [3]                                    | 2–3                                            | Lotyšsko                                       | Bangkok                                        | Lawn Tennis Association of Thailand            | tvrdý                                          |                                                |
| Guatemala                                      | 0–4                                            | Tchaj-wan [4]                                  | Ciudad de Guatemala                            | Complejo de Tenis Ing. Juan José Hermosilla    | tvrdý                                          |                                                |
| Indonésie                                      | 3–0                                            | Venezuela [5]                                  | Jakarta                                        | Gelora Bung Karno Sports Complex               | tvrdý                                          |                                                |
| Estonsko [6]                                   | 4–0                                            | Pacifická Oceánie                              | Tallinn                                        | Forus Tenniscenter                             | tvrdý (hala)                                   |                                                |
| Egypt [7]                                      | 4–1                                            | Kypr                                           | Káhira                                         | Gezira Sporting Club                           | antuka                                         |                                                |
| Řecko [8]                                      | 3–2                                            | Jamajka                                        | Athény                                         | Ace Tennis Club                                | antuka (hala)                                  |                                                |
| Monako                                         | 4–0                                            | Maroko [9]                                     | Roquebrune-Cap-Martin (Francie)                | Monte Carlo Country Club                       | antuka                                         |                                                |
| Bulharsko [10]                                 | 3–1                                            | Paraguay                                       | Sofie                                          | Sportovní hala Sofia                           | tvrdý (hala)                                   |                                                |
| Zimbabwe [11]                                  | 1–3                                            | Salvador                                       | Harare                                         | Harare Sports Club                             | tvrdý                                          |                                                |
| Benin                                          | 1–3                                            | Hongkong [12]                                  | Cotonou                                        | Stade de l’Amitié Général Mathieu Kérékou      | tvrdý                                          |                                                |

## Americká zóna

### 3. skupina
- Místo konání: Costa Rica Country Club, Escazú, Kostarika (tvrdý)
- Datum: 22.–25. června 2022
- Formát: Osm celků bylo rozděleno do dvou čtyřčlenných základních bloků. Vítězové bloků a jeden tým z 2. místa po barážovém utkání postoupily do baráže 2. světové skupiny 2023. Družstva z 3. a 4. míst se utkala v baráži o setrvání ve skupině; poražení sestoupili do 4. skupiny americké zóny 2023.[23]

#### Blok A
|   |           | VEN | PAN | GUA | PUR | Zápasy | Sety        | Hry           | Pořadí |
| 1 | Venezuela |     | 3–0 | 2–1 | 3–0 | 3–0    | 17–3 (85 %) | 115–62 (65 %) | 1.     |
| 8 | Panama    | 0–3 |     | 2–1 | 2–1 | 2–1    | 9–12 (43 %) | 89–101 (47 %) | 2.     |
| 4 | Guatemala | 1–2 | 1–2 |     | 2–1 | 1–2    | 9–10 (47 %) | 79–103 (43 %) | 3.     |
| 6 | Portoriko | 0–3 | 1–2 | 1–2 |     | 0–3    | 7–15 (32 %) | 89–106 (46 %) | 4.     |

#### Blok B
|   |           | PAR | JAM | CRC | BAH | Zápasy | Sety        | Hry            | Pořadí |
| 2 | Paraguay  |     | 2–1 | 3–0 | 2–1 | 3–0    | 16–7 (70 %) | 131–102 (56 %) | 1.     |
| 3 | Jamajka   | 1–2 |     | 2–1 | 2–1 | 2–1    | 11–9 (55 %) | 106–86 (55 %)  | 2.     |
| 5 | Kostarika | 0–3 | 1–2 |     | 2–1 | 1–2    | 8–12 (40 %) | 76–103 (42 %)  | 3.     |
| 7 | Bahamy    | 1–2 | 1–2 | 1–2 |     | 0–3    | 6–13 (32 %) | 76–98 (44 %)   | 4.     |

#### Baráž
| Pořadí      | tým       | výsledek | tým       |
| ----------- | --------- | -------- | --------- |
| 1.–2. místo | Venezuela | 0–2      | Paraguay  |
| Postup      | Jamajka   | 3–0      | Panama    |
| Sestup      | Guatemala | 0–2      | Bahamy    |
| Sestup      | Kostarika | 2–1      | Portoriko |

##### Zápas o 1. místo: Venezuela vs. Paraguay
| | Venezuela | 0 : | 2   | Paraguay |    |            |
| --- | --------- | --- | --- | -------- | -- | ---------- |
| Costa Rica Country Club, Escazú, Kostarika 25. června 2022 tvrdý |           | |     |          |    |            |
| \| \| \| \| 1. \| 2. \| 3. \| \| \| -- \| \| -------------------------------------------------------------------------------------------------------- \| --- \| --- \| -- \| ---------- \| \| 1. \| \| Rafael Abdul Salam Hernando José Escurra Isnardi \| 2 6 \| 3 6 \| \| \| \| 2. \| \| Brandon Pérez Daniel Vallejo \| 4 6 \| 0 6 \| \| \| \| 3. \| \| Brandon Pérez / Ricardo Rodríguez-Pace Hernando José Escurra Isnardi / Martín Antonio Vergara del Puerto \| \| \| \| nehrálo se \| \| \| \| \| \| \| \| \| \| \| \| \| \| \| \| \| \| \| \| \| \| \| \| \| \| \| \| \| \| \| \| \| \| \| \| \| \| \| \| \| |           | |     |          |    |            |
| |           | | 1.  | 2.       | 3. |            |
| 1. |           | Rafael Abdul Salam Hernando José Escurra Isnardi                                                         | 2 6 | 3 6      |    |            |
| 2. |           | Brandon Pérez Daniel Vallejo                                                                             | 4 6 | 0 6      |    |            |
| 3. |           | Brandon Pérez / Ricardo Rodríguez-Pace Hernando José Escurra Isnardi / Martín Antonio Vergara del Puerto |     |          |    | nehrálo se |
| |           | |     |          |    |            |
| |           | |     |          |    |            |
| |           | |     |          |    |            |
| |           | |     |          |    |            |
| |           | |     |          |    |            |

##### Zápas o postup: Jamajka vs. Panama
| | Jamajka | 3 :                                                           | 0   | Panama |     |  |
| --- | ------- | ------------------------------------------------------------- | --- | ------ | --- |  |
| Costa Rica Country Club, Escazú, Kostarika 25. června 2022 tvrdý |         |                                                               |     |        |     |  |
| \| \| \| \| 1. \| 2. \| 3. \| \| \| -- \| \| ------------------------------------------------------------- \| --- \| --- \| --- \| \| \| 1. \| \| Rowland Phillips Marcelo Rodríguez \| 6 2 \| 0 6 \| 6 3 \| \| \| 2. \| \| Blaise Bicknell José Gilbert Gómez \| 6 0 \| 6 1 \| \| \| \| 3. \| \| Daniel Azar / Blaise Bicknell Marcelo Rodríguez / Chad Valdés \| 6 2 \| 6 4 \| \| \| \| \| \| \| \| \| \| \| \| \| \| \| \| \| \| \| \| \| \| \| \| \| \| \| \| \| \| \| \| \| \| \| \| \| \| \| \| \| \| \| |         |                                                               |     |        |     |  |
| |         |                                                               | 1.  | 2.     | 3.  |  |
| 1. |         | Rowland Phillips Marcelo Rodríguez                            | 6 2 | 0 6    | 6 3 |  |
| 2. |         | Blaise Bicknell José Gilbert Gómez                            | 6 0 | 6 1    |     |  |
| 3. |         | Daniel Azar / Blaise Bicknell Marcelo Rodríguez / Chad Valdés | 6 2 | 6 4    |     |  |
| |         |                                                               |     |        |     |  |
| |         |                                                               |     |        |     |  |
| |         |                                                               |     |        |     |  |
| |         |                                                               |     |        |     |  |
| |         |                                                               |     |        |     |  |

##### Zápas o sestup: Guatemala vs. Bahamy
| | Guatemala | 0 :                                                                                  | 2   | Bahamy |    |            |
| --- | --------- | ------------------------------------------------------------------------------------ | --- | ------ | -- | ---------- |
| Costa Rica Country Club, Escazú, Kostarika 25. června 2022 tvrdý |           |                                                                                      |     |        |    |            |
| \| \| \| \| 1. \| 2. \| 3. \| \| \| -- \| \| ------------------------------------------------------------------------------------ \| --- \| --- \| -- \| ---------- \| \| 1. \| \| Sebastián Domínguez Baker Newman \| 2 6 \| 5 7 \| \| \| \| 2. \| \| Kaeri Hernández Mariona Kevin Major \| 1 6 \| 2 6 \| \| \| \| 3. \| \| Rafael Botran Neutze / Kris Alessandro Hernández Mariona Baker Newman / Marvin Rolle \| \| \| \| nehrálo se \| \| \| \| \| \| \| \| \| \| \| \| \| \| \| \| \| \| \| \| \| \| \| \| \| \| \| \| \| \| \| \| \| \| \| \| \| \| \| \| \| |           |                                                                                      |     |        |    |            |
| |           |                                                                                      | 1.  | 2.     | 3. |            |
| 1. |           | Sebastián Domínguez Baker Newman                                                     | 2 6 | 5 7    |    |            |
| 2. |           | Kaeri Hernández Mariona Kevin Major                                                  | 1 6 | 2 6    |    |            |
| 3. |           | Rafael Botran Neutze / Kris Alessandro Hernández Mariona Baker Newman / Marvin Rolle |     |        |    | nehrálo se |
| |           |                                                                                      |     |        |    |            |
| |           |                                                                                      |     |        |    |            |
| |           |                                                                                      |     |        |    |            |
| |           |                                                                                      |     |        |    |            |
| |           |                                                                                      |     |        |    |            |

##### Zápas o sestup: Kostartika vs. Portoriko
| | Kostartika | 2 :                                                              | 1    | Portoriko |     |  |
| --- | ---------- | ---------------------------------------------------------------- | ---- | --------- | --- |  |
| Costa Rica Country Club, Escazú, Kostarika 25. června 2022 tvrdý |            |                                                                  |      |           |     |  |
| \| \| \| \| 1. \| 2. \| 3. \| \| \| -- \| \| ---------------------------------------------------------------- \| ---- \| ---- \| --- \| \| \| 1. \| \| Sebastián Quirós Ignacio García \| 2 6 \| 1 6 \| \| \| \| 2. \| \| Jesse Flores Christian Garay \| 7 63 \| 6 2 \| \| \| \| 3. \| \| Jesse Flores / Pablo Núñez Ignacio García / Juan Enrique Marrero \| 5 7 \| 7 65 \| 6 3 \| \| \| \| \| \| \| \| \| \| \| \| \| \| \| \| \| \| \| \| \| \| \| \| \| \| \| \| \| \| \| \| \| \| \| \| \| \| \| \| \| \| |            |                                                                  |      |           |     |  |
| |            |                                                                  | 1.   | 2.        | 3.  |  |
| 1. |            | Sebastián Quirós Ignacio García                                  | 2 6  | 1 6       |     |  |
| 2. |            | Jesse Flores Christian Garay                                     | 7 63 | 6 2       |     |  |
| 3. |            | Jesse Flores / Pablo Núñez Ignacio García / Juan Enrique Marrero | 5 7  | 7 65      | 6 3 |  |
| |            |                                                                  |      |           |     |  |
| |            |                                                                  |      |           |     |  |
| |            |                                                                  |      |           |     |  |
| |            |                                                                  |      |           |     |  |
| |            |                                                                  |      |           |     |  |

Výsledek
- Paraguay, Guatemala a Jamajka postoupily do baráže 2. světové skupiny 2023
- Guatemala a Portoriko sestoupily do 4. skupiny americké zóny 2023

### 4. skupina
- Místo konání: National Racquet Centre, Tacarigua, Trinidad a Tobago (tvrdý)
- Datum: 1.–6. srpna 2022
- Formát: Devět celků bylo rozděleno do čtyřčlenného a pětičlenného základního bloku. První dva týmy bloků odehrály barážová utkání, systémem první s druhým, a vítězové postoupili do 3. skupiny americké zóny 2023. Další družstva se utkala v baráži o konečné pořadí.[28]

#### Blok A
|   |                   | BER | HON | ATG | HAI | Zápasy | Sety        | Hry           | Pořadí |
| 1 | Bermudy           |     | 2–1 | 2–1 | 3–0 | 3–0    | 14–4 (78 %) | 97–61 (61 %)  | 1.     |
| 3 | Honduras          | 1–2 |     | 2–1 | 3–0 | 2–1    | 12–6 (67 %) | 91–63 (59 %)  | 2.     |
| 6 | Antigua a Barbuda | 1–2 | 1–2 |     | 2–1 | 1–2    | 8–10 (44 %) | 67–77 (47 %)  | 3.     |
| – | Haiti             | 0–3 | 0–3 | 1–2 |     | 0–3    | 2–16 (11 %) | 48–102 (32 %) | 4.     |

#### Blok B
|   |                           | ARU | CUB | NCA | TTO | ISV | Zápasy | Sety         | Hry            | Pořadí |
| – | Aruba                     |     | 2–1 | 2–1 | 3–0 | 3–0 | 4–0    | 20–9 (69 %)  | 151–113 (57 %) | 1.     |
| 2 | Kuba                      | 1–2 |     | 2–1 | 3–0 | 2–1 | 3–1    | 18–12 (60 %) | 157–134 (54 %) | 2.     |
| – | Nikaragua                 | 1–2 | 1–2 |     | 2–1 | 3–0 | 2–2    | 17–13 (57 %) | 147–120 (55 %) | 3.     |
| 5 | Trinidad a Tobago         | 0–3 | 0–3 | 1–2 |     | 3–0 | 1–3    | 13–16 (45 %) | 131–149 (47 %) | 4.     |
| 4 | Americké Panenské ostrovy | 0–3 | 1–2 | 0–3 | 0–3 |     | 0–4    | 5–23 (18 %)  | 82–152 (35 %)  | 5.     |

#### Baráž
| Pořadí      | tým               | výsledek | tým                       |
| ----------- | ----------------- | -------- | ------------------------- |
| Postup      | Bermudy           | 2–0      | Kuba                      |
| Postup      | Honduras          | 2–1      | Aruba                     |
| 5.–6. místo | Antigua a Barbuda | 0–2      | Nikaragua                 |
| 7.–8. místo | Haiti             | 1–2      | Trinidad a Tobago         |
| 9. místo    | —                 | —        | Americké Panenské ostrovy |

##### Zápas o postup: Bermuda vs. Kuba
| | Bermuda | 2 :                                                             | 0     | Kuba |    |            |
| --- | ------- | --------------------------------------------------------------- | ----- | ---- | -- | ---------- |
| National Racquet Centre, Tacarigua, Trinidad a Tobago 6. srpna 2022 tvrdý |         |                                                                 |       |      |    |            |
| \| \| \| \| 1. \| 2. \| 3. \| \| \| -- \| \| --------------------------------------------------------------- \| ----- \| --- \| -- \| ---------- \| \| 1. \| \| Richard Mallory Osmel Rivera Granja \| 6 1 \| 6 1 \| \| \| \| 2. \| \| Tariq Simons Osviel Turino \| 78 66 \| 6 0 \| \| \| \| 3. \| \| James Finnigan / Gavin Manders Yoan Pérez / Osmel Rivera Granja \| \| \| \| nehrálo se \| \| \| \| \| \| \| \| \| \| \| \| \| \| \| \| \| \| \| \| \| \| \| \| \| \| \| \| \| \| \| \| \| \| \| \| \| \| \| \| \| |         |                                                                 |       |      |    |            |
| |         |                                                                 | 1.    | 2.   | 3. |            |
| 1. |         | Richard Mallory Osmel Rivera Granja                             | 6 1   | 6 1  |    |            |
| 2. |         | Tariq Simons Osviel Turino                                      | 78 66 | 6 0  |    |            |
| 3. |         | James Finnigan / Gavin Manders Yoan Pérez / Osmel Rivera Granja |       |      |    | nehrálo se |
| |         |                                                                 |       |      |    |            |
| |         |                                                                 |       |      |    |            |
| |         |                                                                 |       |      |    |            |
| |         |                                                                 |       |      |    |            |
| |         |                                                                 |       |      |    |            |

##### Zápas o postup: Aruba vs. Honduras
| | Aruba    | 1 :                                                             | 2   | Honduras | Honduras |  |
| --- | -------- | --------------------------------------------------------------- | --- | -------- | -------- |  |
| National Racquet Centre, Tacarigua, Trinidad a Tobago 6. srpna 2022 tvrdý |          |                                                                 |     |          |          |  |
| \| \| \| \| 1. \| 2. \| 3. \| \| \| -- \| \| --------------------------------------------------------------- \| --- \| ---- \| ---- \| \| \| 1. \| \| Frederick Sydow Keny Turcios \| 0 6 \| 3 6 \| \| \| \| 2. \| \| Patrick Sydow Alejandro Obando \| 6 3 \| 64 7 \| 7 65 \| \| \| 3. \| \| Frederick Sydow / Patrick Sydow Alejandro Obando / Keny Turcios \| 2 6 \| 3 6 \| \| \| \| \| \| \| \| \| \| \| \| \| \| \| \| \| \| \| \| \| \| \| \| \| \| \| \| \| \| \| \| \| \| \| \| \| \| \| \| \| \| \| |          |                                                                 |     |          |          |  |
| |          |                                                                 | 1.  | 2.       | 3.       |  |
| 1. | Honduras | Frederick Sydow Keny Turcios                                    | 0 6 | 3 6      |          |  |
| 2. | Honduras | Patrick Sydow Alejandro Obando                                  | 6 3 | 64 7     | 7 65     |  |
| 3. | Honduras | Frederick Sydow / Patrick Sydow Alejandro Obando / Keny Turcios | 2 6 | 3 6      |          |  |
| |          |                                                                 |     |          |          |  |
| |          |                                                                 |     |          |          |  |
| |          |                                                                 |     |          |          |  |
| |          |                                                                 |     |          |          |  |
| |          |                                                                 |     |          |          |  |

##### Zápas o 5. místo: Antigua a Barbuda vs. Nikaragua
| | Antigua a Barbuda | 0 :                                                           | 2   | Nikaragua |    |            |
| --- | ----------------- | ------------------------------------------------------------- | --- | --------- | -- | ---------- |
| National Racquet Centre, Tacarigua, Trinidad a Tobago 6. srpna 2022 tvrdý |                   |                                                               |     |           |    |            |
| \| \| \| \| 1. \| 2. \| 3. \| \| \| -- \| \| ------------------------------------------------------------- \| --- \| --- \| -- \| ---------- \| \| 1. \| \| Ron Murraine Francisco Bendaña \| 1 6 \| 0 6 \| \| \| \| 2. \| \| Jody Maginley Joaquín Guilleme \| 4 6 \| 3 6 \| \| \| \| 3. \| \| Jody Maginley / Ron Murraine Francisco Bendaña / Luis Márquez \| \| \| \| nehrálo se \| \| \| \| \| \| \| \| \| \| \| \| \| \| \| \| \| \| \| \| \| \| \| \| \| \| \| \| \| \| \| \| \| \| \| \| \| \| \| \| \| |                   |                                                               |     |           |    |            |
| |                   |                                                               | 1.  | 2.        | 3. |            |
| 1. |                   | Ron Murraine Francisco Bendaña                                | 1 6 | 0 6       |    |            |
| 2. |                   | Jody Maginley Joaquín Guilleme                                | 4 6 | 3 6       |    |            |
| 3. |                   | Jody Maginley / Ron Murraine Francisco Bendaña / Luis Márquez |     |           |    | nehrálo se |
| |                   |                                                               |     |           |    |            |
| |                   |                                                               |     |           |    |            |
| |                   |                                                               |     |           |    |            |
| |                   |                                                               |     |           |    |            |
| |                   |                                                               |     |           |    |            |

##### Zápas o 7. místo: Haiti vs. Trinidad a Tobago
| | Haiti | 1 :                                                                      | 2   | Trinidad a Tobago |    |  |
| --- | ----- | ------------------------------------------------------------------------ | --- | ----------------- | -- |  |
| National Racquet Centre, Tacarigua, Trinidad a Tobago 6. srpna 2022 tvrdý |       |                                                                          |     |                   |    |  |
| \| \| \| \| 1. \| 2. \| 3. \| \| \| -- \| \| ------------------------------------------------------------------------ \| --- \| --- \| -- \| \| \| 1. \| \| Walton Louis Luca Shamsi \| 3 6 \| 1 6 \| \| \| \| 2. \| \| Christopher Bogelin Ebolum Pastor Nwokolo \| 6 3 \| 6 4 \| \| \| \| 3. \| \| Junior Bazanne / Christopher Bogelin Akiel Duke / Nabeel Majeed Mohammed \| 2 6 \| 2 6 \| \| \| \| \| \| \| \| \| \| \| \| \| \| \| \| \| \| \| \| \| \| \| \| \| \| \| \| \| \| \| \| \| \| \| \| \| \| \| \| \| \| \| |       |                                                                          |     |                   |    |  |
| |       |                                                                          | 1.  | 2.                | 3. |  |
| 1. |       | Walton Louis Luca Shamsi                                                 | 3 6 | 1 6               |    |  |
| 2. |       | Christopher Bogelin Ebolum Pastor Nwokolo                                | 6 3 | 6 4               |    |  |
| 3. |       | Junior Bazanne / Christopher Bogelin Akiel Duke / Nabeel Majeed Mohammed | 2 6 | 2 6               |    |  |
| |       |                                                                          |     |                   |    |  |
| |       |                                                                          |     |                   |    |  |
| |       |                                                                          |     |                   |    |  |
| |       |                                                                          |     |                   |    |  |
| |       |                                                                          |     |                   |    |  |

Výsledek
- Bermuda a Honduras postoupily do 3. skupiny americké zóny 2023

## Zóna Asie a Oceánie

### 3. skupina
- Místo konání:  Hai Dang Tennis Club, Tây Ninh, Vietnam (tvrdý)
- Datum: 10.–13. srpna 2022
- Formát: Osm celků bylo rozděleno do dvou čtyřčlenných základních bloků. Vítězové bloků a vítěz baráže mezi týmy z 2. míst postoupili do baráže 2. světové skupiny 2023. Družstva z 3. a 4. míst se utkala v baráži o setrvání ve skupině; poražení sestoupili do 4. skupiny asijsko-oceánské zóny 2023.[33]

#### Blok A
|   |           | VIE | JOR | MAS | SYR | Zápasy | Sety         | Hry           | Pořadí |
| 1 | Vietnam   |     | 3–0 | 3–0 | 3–0 | 3–0    | 18–3 (86 %)  | 120–65 (65 %) | 1.     |
| 6 | Jordánsko | 0–3 |     | 2–1 | 2–1 | 2–1    | 9–11 (45 %)  | 90–83 (52 %)  | 2.     |
| 7 | Malajsie  | 0–3 | 1–2 |     | 3–0 | 1–2    | 10–11 (48 %) | 79–84 (48 %)  | 3.     |
| 3 | Sýrie     | 0–3 | 1–2 | 0–3 |     | 0–3    | 4–16 (20 %)  | 55–112 (33 %) | 4.     |

#### Blok B
|   |                         | POC | KSA | IRI | UAE | Zápasy | Sety         | Hry           | Pořadí |
| 2 | Pacifická Oceánie       |     | 3–0 | 3–0 | 3–0 | 3–0    | 18–0 (100 %) | 111–49 (69 %) | 1      |
| 4 | Saúdská Arábie          | 0–3 |     | 2–1 | 3–0 | 2–1    | 10–8 (56 %)  | 85–64 (57 %)  | 2      |
| 5 | Írán                    | 0–3 | 1–2 |     | 3–0 | 1–2    | 8–11 (42 %)  | 81–87 (48 %)  | 3      |
| 8 | Spojené arabské emiráty | 0–3 | 0–3 | 0–3 |     | 0–3    | 1–18 (5 %)   | 36–113 (24 %) | 4      |

#### Baráž
| Pořadí      | tým       | výsledek | tým                     |
| ----------- | --------- | -------- | ----------------------- |
| 1.–2. místo | Vietnam   | 1–2      | Pacifická Oceánie       |
| Postup      | Jordánsko | 2–0      | Saúdská Arábie          |
| Sestup      | Malajsie  | 3–0      | Spojené arabské emiráty |
| Sestup      | Sýrie     | 1–2      | Írán                    |

##### Zápas o 1. místo: Vietnam vs. Pacifické Oceánie
| | Vietnam | 1 :                                                          | 2      | Pacifická Oceánie |     |  |
| --- | ------- | ------------------------------------------------------------ | ------ | ----------------- | --- |  |
| Hai Dang Tennis Club, Tây Ninh, Vietnam 13na022 tvrdý |         |                                                              |        |                   |     |  |
| \| \| \| \| 1. \| 2. \| 3. \| \| \| -- \| \| ------------------------------------------------------------ \| ------ \| --- \| --- \| \| \| 1. \| \| Trịnh Linh Giang Clément Mainguy \| 64 7 \| 3 6 \| \| \| \| 2. \| \| Lý Hoàng Nam Colin Sinclair \| 6 2 \| 3 6 \| 6 3 \| \| \| 3. \| \| Lê Quốc Khánh / Lý Hoàng Nam Brett Baudinet / Colin Sinclair \| 710 68 \| 3 6 \| 3 6 \| \| \| \| \| \| \| \| \| \| \| \| \| \| \| \| \| \| \| \| \| \| \| \| \| \| \| \| \| \| \| \| \| \| \| \| \| \| \| \| \| \| |         |                                                              |        |                   |     |  |
| |         |                                                              | 1.     | 2.                | 3.  |  |
| 1. |         | Trịnh Linh Giang Clément Mainguy                             | 64 7   | 3 6               |     |  |
| 2. |         | Lý Hoàng Nam Colin Sinclair                                  | 6 2    | 3 6               | 6 3 |  |
| 3. |         | Lê Quốc Khánh / Lý Hoàng Nam Brett Baudinet / Colin Sinclair | 710 68 | 3 6               | 3 6 |  |
| |         |                                                              |        |                   |     |  |
| |         |                                                              |        |                   |     |  |
| |         |                                                              |        |                   |     |  |
| |         |                                                              |        |                   |     |  |
| |         |                                                              |        |                   |     |  |

##### Zápas o postup: Jordánsko vs. Saúdská Arábie
| | Jordánsko | 2 :                                                                         | 0   | Saúdská Arábie |    |            |
| --- | --------- | --------------------------------------------------------------------------- | --- | -------------- | -- | ---------- |
| Hai Dang Tennis Club, Tây Ninh, Vietnam 13. srpna 2022 tvrdý |           |                                                                             |     |                |    |            |
| \| \| \| \| 1. \| 2. \| 3. \| \| \| -- \| \| --------------------------------------------------------------------------- \| --- \| --- \| -- \| ---------- \| \| 1. \| \| Mousa Alkotop Abdullah Alfaraj \| 6 3 \| 6 4 \| \| \| \| 2. \| \| Abedallah Shelbayh Anmar Faleh Alhogbani \| 6 2 \| 7 5 \| \| \| \| 3. \| \| Hamzeh Al-Aswad / Abedallah Shelbayh Anmar Faleh Alhogbani / Saud Alhogbani \| \| \| \| nehrálo se \| \| \| \| \| \| \| \| \| \| \| \| \| \| \| \| \| \| \| \| \| \| \| \| \| \| \| \| \| \| \| \| \| \| \| \| \| \| \| \| \| |           |                                                                             |     |                |    |            |
| |           |                                                                             | 1.  | 2.             | 3. |            |
| 1. |           | Mousa Alkotop Abdullah Alfaraj                                              | 6 3 | 6 4            |    |            |
| 2. |           | Abedallah Shelbayh Anmar Faleh Alhogbani                                    | 6 2 | 7 5            |    |            |
| 3. |           | Hamzeh Al-Aswad / Abedallah Shelbayh Anmar Faleh Alhogbani / Saud Alhogbani |     |                |    | nehrálo se |
| |           |                                                                             |     |                |    |            |
| |           |                                                                             |     |                |    |            |
| |           |                                                                             |     |                |    |            |
| |           |                                                                             |     |                |    |            |
| |           |                                                                             |     |                |    |            |

##### Zápas o sestup: Malajsie vs. Spojené arabské emiráty
| | Malajsie | 3 :                                                                                              | 0   | Spojené arabské emiráty |    |  |
| --- | -------- | ------------------------------------------------------------------------------------------------ | --- | ----------------------- | -- |  |
| Hai Dang Tennis Club, Tây Ninh, Vietnam 13. srpna 2022 tvrdý |          |                                                                                                  |     |                         |    |  |
| \| \| \| \| 1. \| 2. \| 3. \| \| \| -- \| \| ------------------------------------------------------------------------------------------------ \| --- \| --- \| -- \| \| \| 1. \| \| Koay Hao-sheng Abdulrahman Al Janahi \| 6 2 \| 6 2 \| \| \| \| 2. \| \| Naufal Siddiq Kamaruzzaman Abdulla Al Marzouqi \| 6 0 \| 6 0 \| \| \| \| 3. \| \| Naufal Siddiq Kamaruzzaman / Christian Andre Sheng Liew Abdulla Al Marzouqi / Abdulla Almarzooqi \| 6 0 \| 6 1 \| \| \| \| \| \| \| \| \| \| \| \| \| \| \| \| \| \| \| \| \| \| \| \| \| \| \| \| \| \| \| \| \| \| \| \| \| \| \| \| \| \| \| |          |                                                                                                  |     |                         |    |  |
| |          |                                                                                                  | 1.  | 2.                      | 3. |  |
| 1. |          | Koay Hao-sheng Abdulrahman Al Janahi                                                             | 6 2 | 6 2                     |    |  |
| 2. |          | Naufal Siddiq Kamaruzzaman Abdulla Al Marzouqi                                                   | 6 0 | 6 0                     |    |  |
| 3. |          | Naufal Siddiq Kamaruzzaman / Christian Andre Sheng Liew Abdulla Al Marzouqi / Abdulla Almarzooqi | 6 0 | 6 1                     |    |  |
| |          |                                                                                                  |     |                         |    |  |
| |          |                                                                                                  |     |                         |    |  |
| |          |                                                                                                  |     |                         |    |  |
| |          |                                                                                                  |     |                         |    |  |
| |          |                                                                                                  |     |                         |    |  |

##### Zápas o sestup: Sýrie vs. Írán
| | Sýrie | 1 :                                                       | 2    | Írán |     |  |
| --- | ----- | --------------------------------------------------------- | ---- | ---- | --- |  |
| Hai Dang Tennis Club, Tây Ninh, Vietnam 13. srpna 2022 tvrdý |       |                                                           |      |      |     |  |
| \| \| \| \| 1. \| 2. \| 3. \| \| \| -- \| \| --------------------------------------------------------- \| ---- \| --- \| --- \| \| \| 1. \| \| Majdi Salim Ali Yazdani \| 63 7 \| 1 6 \| \| \| \| 2. \| \| Yacoub Makzoume Amir Hossein Badi \| 2 6 \| 6 4 \| 6 0 \| \| \| 3. \| \| Yacoub Makzoume / Rabee Sleem Samyar Elyasi / Ali Yazdani \| 4 6 \| 4 6 \| \| \| \| \| \| \| \| \| \| \| \| \| \| \| \| \| \| \| \| \| \| \| \| \| \| \| \| \| \| \| \| \| \| \| \| \| \| \| \| \| \| \| |       |                                                           |      |      |     |  |
| |       |                                                           | 1.   | 2.   | 3.  |  |
| 1. |       | Majdi Salim Ali Yazdani                                   | 63 7 | 1 6  |     |  |
| 2. |       | Yacoub Makzoume Amir Hossein Badi                         | 2 6  | 6 4  | 6 0 |  |
| 3. |       | Yacoub Makzoume / Rabee Sleem Samyar Elyasi / Ali Yazdani | 4 6  | 4 6  |     |  |
| |       |                                                           |      |      |     |  |
| |       |                                                           |      |      |     |  |
| |       |                                                           |      |      |     |  |
| |       |                                                           |      |      |     |  |
| |       |                                                           |      |      |     |  |

Výsledek
- Vietnam, Pacifická Oceánie a Jordánsko postoupily do baráže 2. světové skupiny 2023
- Sýrie a Spojené arabské emiráty sestoupily do 4. skupiny zóny Asie a Oceánie 2023

### 4. skupina
- Místo konání: Sri Lanka Tennis Association Courts, Kolombo, Srí Lanka (antuka); Bahrain Tennis Federation, Madinat 'Isa, Bahrajn (tvrdý)
- Datum: 8.–13. srpna (Kolombo) a 17.–22. října 2022 (Madinat 'Isa)
- Formát: Šestnáct celků bylo rozděleno do podskupin v Kolombu a Madinatu 'Ise. Srpnová kolombská podskupina sestávala z tří- a čtyřčlenného základního bloku. Říjnové podskupiny v Madinatu 'Ise se zúčastnilo devět družstev ve čtyř- a pětičlenném základním bloku. Týmy z 1. míst následně sehrály v daných dějištích baráž o postup do 3. skupiny asijsko-oceánské zóny 2023. Družstva z dalších příček se utkala v baráži o konečné pořadí ve skupině.[38]

#### Blok A (Kolombo)
|   |            | SRI | KGZ | BAN | Zápasy | Sety         | Hry          | Pořadí |
| 1 | Srí Lanka  |     | 3–0 | 3–0 | 1–0    | 12–0 (100 %) | 73–26 (74 %) | 1.     |
| 3 | Kyrgyzstán | 0–3 |     | 3–0 | 1–0    | 6–7 (46 %)   | 57–51 (53 %) | 2.     |
| 5 | Bangladéš  | 0–3 | 0–3 |     | 0–2    | 1–12 (8 %)   | 22–75 (23 %) | 3.     |

#### Blok B (Kolombo)
|   |          | IRQ | BRU | YEM | MDV | Zápasy | Sety        | Hry           | Pořadí |
| 2 | Irák     |     | 3–0 | 2–1 | 3–0 | 3–0    | 17–3 (85 %) | 110–46 (71 %) | 1.     |
| – | Brunej   | 0–3 |     | 2–1 | 2–1 | 2–1    | 9–10 (47 %) | 75–78 (49 %)  | 2.     |
| 4 | Jemen    | 1–2 | 1–2 |     | 2–1 | 1–2    | 8–11 (42 %) | 79–91 (46 %)  | 3.     |
| – | Maledivy | 0–3 | 1–2 | 1–2 |     | 0–3    | 5–15 (25 %) | 55–104 (35 %) | 4.     |

#### Blok A (Madinat 'Isa)
|   |              | CAM | TKM | BHU | MGL | Zápasy | Sety        | Hry           | Pořadí |
| 3 | Kambodža     |     | 2–1 | 3–0 | 3–0 | 3–0    | 17–2 (89 %) | 112–43 (72 %) | 1.     |
| 1 | Turkmenistán | 1–2 |     | 3–0 | 3–0 | 2–1    | 14–5 (74 %) | 92–68 (57 %)  | 2.     |
| – | Bhútán       | 0–3 | 0–3 |     | 2–1 | 1–2    | 4–15 (21 %) | 52–102 (34 %) | 3.     |
| 6 | Mongolsko    | 0–3 | 0–3 | 1–2 |     | 0–3    | 3–16 (16 %) | 64–107 (37 %) | 4.     |

#### Blok B (Madinat 'Isa)
|   |          | SGP | KUW | GUM | LAO | BRN | Zápasy | Sety         | Hry            | Pořadí |
| 7 | Singapur |     | 3–0 | 3–0 | 3–0 | 3–0 | 4–0    | 24–4 (86 %)  | 160–70 (70 %)  | 1.     |
| 2 | Kuvajt   | 0–3 |     | 3–0 | 3–0 | 3–0 | 3–1    | 21–7 (75 %)  | 141–95 (60 %)  | 2.     |
| 5 | Guam     | 0–3 | 0–3 |     | 2–1 | 3–0 | 2–2    | 12–16 (43 %) | 124–126 (50 %) | 3.     |
| – | Laos     | 0–3 | 0–3 | 1–2 |     | 2–1 | 1–3    | 8–18 (31 %)  | 93–136 (41 %)  | 4.     |
| 4 | Bahrajn  | 0–3 | 0–3 | 0–3 | 1–2 |     | 0–4    | 3–23 (12 %)  | 62–153 (29 %)  | 5.     |

#### Baráž (Kolombo)
| Pořadí      | tým        | výsledek | tým      |
| ----------- | ---------- | -------- | -------- |
| Postup      | Srí Lanka  | 2–0      | Irák     |
| 3.–4. místo | Kyrgyzstán | 2–0      | Brunej   |
| 5.–6. místo | Bangladéš  | 2–1      | Jemen    |
| 7. místo    | —          | —        | Maledivy |

##### Zápas o postup: Srí Lanka vs. Irák
| | Srí Lanka | 2 :                                                                                              | 0   | Irák |    |            |
| --- | --------- | ------------------------------------------------------------------------------------------------ | --- | ---- | -- | ---------- |
| Sri Lanka Tennis Association Courts, Kolombo, Srí Lanka 13. srpna 2022 antuka |           |                                                                                                  |     |      |    |            |
| \| \| \| \| 1. \| 2. \| 3. \| \| \| -- \| \| ------------------------------------------------------------------------------------------------ \| --- \| --- \| -- \| ---------- \| \| 1. \| \| Yasitha de Silva Abdullah Ali Hatem Ghrairi \| 6 4 \| 6 2 \| \| \| \| 2. \| \| Harshana Godamanna Adil Mustafa Al-Saedi \| 6 3 \| 6 2 \| \| \| \| 3. \| \| Chathurya Nilaweera / Thehan Sanjaya Wijemanne Mohammed Al-Shammari / Abdullah Ali Hatem Ghrairi \| \| \| \| nehrálo se \| \| \| \| \| \| \| \| \| \| \| \| \| \| \| \| \| \| \| \| \| \| \| \| \| \| \| \| \| \| \| \| \| \| \| \| \| \| \| \| \| |           |                                                                                                  |     |      |    |            |
| |           |                                                                                                  | 1.  | 2.   | 3. |            |
| 1. |           | Yasitha de Silva Abdullah Ali Hatem Ghrairi                                                      | 6 4 | 6 2  |    |            |
| 2. |           | Harshana Godamanna Adil Mustafa Al-Saedi                                                         | 6 3 | 6 2  |    |            |
| 3. |           | Chathurya Nilaweera / Thehan Sanjaya Wijemanne Mohammed Al-Shammari / Abdullah Ali Hatem Ghrairi |     |      |    | nehrálo se |
| |           |                                                                                                  |     |      |    |            |
| |           |                                                                                                  |     |      |    |            |
| |           |                                                                                                  |     |      |    |            |
| |           |                                                                                                  |     |      |    |            |
| |           |                                                                                                  |     |      |    |            |

##### Zápas o 3. místo: Kyrgyzstán vs. Brunej
| | Kyrgyzstán | 2 :                                                                          | 0   | Brunej |     |            |
| --- | ---------- | ---------------------------------------------------------------------------- | --- | ------ | --- | ---------- |
| Sri Lanka Tennis Association Courts, Kolombo, Srí Lanka 13. srpna 2022 antuka |            |                                                                              |     |        |     |            |
| \| \| \| \| 1. \| 2. \| 3. \| \| \| -- \| \| ---------------------------------------------------------------------------- \| --- \| --- \| --- \| ---------- \| \| 1. \| \| Ilgiz Kamčibekov Billie Kee-Loong Wong \| 6 4 \| 5 7 \| 6 1 \| \| \| 2. \| \| Mirgijaz Mirdžalijev Aiman Abdullah \| 6 0 \| 6 0 \| \| \| \| 3. \| \| Jevgenij Babak / Mirgijaz Mirdžalijev Aiman Abdullah / Billie Kee-Loong Wong \| \| \| \| nehrálo se \| \| \| \| \| \| \| \| \| \| \| \| \| \| \| \| \| \| \| \| \| \| \| \| \| \| \| \| \| \| \| \| \| \| \| \| \| \| \| \| \| |            |                                                                              |     |        |     |            |
| |            |                                                                              | 1.  | 2.     | 3.  |            |
| 1. |            | Ilgiz Kamčibekov Billie Kee-Loong Wong                                       | 6 4 | 5 7    | 6 1 |            |
| 2. |            | Mirgijaz Mirdžalijev Aiman Abdullah                                          | 6 0 | 6 0    |     |            |
| 3. |            | Jevgenij Babak / Mirgijaz Mirdžalijev Aiman Abdullah / Billie Kee-Loong Wong |     |        |     | nehrálo se |
| |            |                                                                              |     |        |     |            |
| |            |                                                                              |     |        |     |            |
| |            |                                                                              |     |        |     |            |
| |            |                                                                              |     |        |     |            |
| |            |                                                                              |     |        |     |            |

##### Zápas o 5. místo: Bangladéš vs. Jemen
| | Bangladéš | 2 :                                                         | 1   | Jemen |    |  |
| --- | --------- | ----------------------------------------------------------- | --- | ----- | -- |  |
| Sri Lanka Tennis Association Courts, Kolombo, Srí Lanka 13. srpna 2022 antuka |           |                                                             |     |       |    |  |
| \| \| \| \| 1. \| 2. \| 3. \| \| \| -- \| \| ----------------------------------------------------------- \| --- \| --- \| -- \| \| \| 1. \| \| Md Rubel Hossain Halil Sallam \| 6 0 \| 6 0 \| \| \| \| 2. \| \| Md Kawsar Ali Ghassan Alansi \| 5 7 \| 0 6 \| \| \| \| 3. \| \| Md Rubel Hossain / Ranjan Ram Ghassan Alansi / Halil Sallam \| 6 2 \| 6 2 \| \| \| \| \| \| \| \| \| \| \| \| \| \| \| \| \| \| \| \| \| \| \| \| \| \| \| \| \| \| \| \| \| \| \| \| \| \| \| \| \| \| \| |           |                                                             |     |       |    |  |
| |           |                                                             | 1.  | 2.    | 3. |  |
| 1. |           | Md Rubel Hossain Halil Sallam                               | 6 0 | 6 0   |    |  |
| 2. |           | Md Kawsar Ali Ghassan Alansi                                | 5 7 | 0 6   |    |  |
| 3. |           | Md Rubel Hossain / Ranjan Ram Ghassan Alansi / Halil Sallam | 6 2 | 6 2   |    |  |
| |           |                                                             |     |       |    |  |
| |           |                                                             |     |       |    |  |
| |           |                                                             |     |       |    |  |
| |           |                                                             |     |       |    |  |
| |           |                                                             |     |       |    |  |

#### Baráž (Madinat 'Isa)
| Pořadí      | tým          | výsledek | tým      |
| ----------- | ------------ | -------- | -------- |
| Postup      | Kambodža     | 2–1      | Singapur |
| 3.–4. místo | Turkmenistán | 0–3      | Kuvajt   |
| 5.–6. místo | Bhútán       | 0–3      | Guam     |
| 7.–8. místo | Mongolsko    | 1–2      | Laos     |
| 9. místo    | —            | —        | Bahrajn  |

##### Zápas o postup: Kambodža vs. Singapur
| | Kambodža | 2 :                                                          | 1    | Singapur |     |  |
| --- | -------- | ------------------------------------------------------------ | ---- | -------- | --- |  |
| Bahrain Tennis Federation, Madinat 'Isa, Bahrajn 22. října 2022 tvrdý |          |                                                              |      |          |     |  |
| \| \| \| \| 1. \| 2. \| 3. \| \| \| -- \| \| ------------------------------------------------------------ \| ---- \| --- \| --- \| \| \| 1. \| \| Mathew Krusling Shaheed Alam \| 1 6 \| 6 2 \| 4 6 \| \| \| 2. \| \| Bun Kenny Roy Hobbs \| 6 3 \| 6 3 \| \| \| \| 3. \| \| Bun Kenny / Mathew Krusling Shaheed Alam / Ethan Kai Xin Lye \| 7 64 \| 6 2 \| \| \| \| \| \| \| \| \| \| \| \| \| \| \| \| \| \| \| \| \| \| \| \| \| \| \| \| \| \| \| \| \| \| \| \| \| \| \| \| \| \| \| |          |                                                              |      |          |     |  |
| |          |                                                              | 1.   | 2.       | 3.  |  |
| 1. |          | Mathew Krusling Shaheed Alam                                 | 1 6  | 6 2      | 4 6 |  |
| 2. |          | Bun Kenny Roy Hobbs                                          | 6 3  | 6 3      |     |  |
| 3. |          | Bun Kenny / Mathew Krusling Shaheed Alam / Ethan Kai Xin Lye | 7 64 | 6 2      |     |  |
| |          |                                                              |      |          |     |  |
| |          |                                                              |      |          |     |  |
| |          |                                                              |      |          |     |  |
| |          |                                                              |      |          |     |  |
| |          |                                                              |      |          |     |  |

##### Zápas o 3. místo: Turkmenistán vs. Kuvajt
| | Turkmenistán | 0 :                                                                           | 3    | Kuvajt |     |  |
| --- | ------------ | ----------------------------------------------------------------------------- | ---- | ------ | --- |  |
| Bahrain Tennis Federation, Madinat 'Isa, Bahrajn 22. října 2022 tvrdý |              |                                                                               |      |        |     |  |
| \| \| \| \| 1. \| 2. \| 3. \| \| \| -- \| \| ----------------------------------------------------------------------------- \| ---- \| ---- \| --- \| \| \| 1. \| \| Jurij Rogusskij Essa Qabazard \| 6 4 \| 2 6 \| 2 6 \| \| \| 2. \| \| Mejlis Oražmuhamedov Bader Alabdullah \| 5 7 \| 3 6 \| \| \| \| 3. \| \| Gurbanberdi Gurbanberdijev / Atlymyrat Gurbanov Ali Alshati / Yaqoub Mohammed \| 61 7 \| 63 7 \| \| \| \| \| \| \| \| \| \| \| \| \| \| \| \| \| \| \| \| \| \| \| \| \| \| \| \| \| \| \| \| \| \| \| \| \| \| \| \| \| \| \| |              |                                                                               |      |        |     |  |
| |              |                                                                               | 1.   | 2.     | 3.  |  |
| 1. |              | Jurij Rogusskij Essa Qabazard                                                 | 6 4  | 2 6    | 2 6 |  |
| 2. |              | Mejlis Oražmuhamedov Bader Alabdullah                                         | 5 7  | 3 6    |     |  |
| 3. |              | Gurbanberdi Gurbanberdijev / Atlymyrat Gurbanov Ali Alshati / Yaqoub Mohammed | 61 7 | 63 7   |     |  |
| |              |                                                                               |      |        |     |  |
| |              |                                                                               |      |        |     |  |
| |              |                                                                               |      |        |     |  |
| |              |                                                                               |      |        |     |  |
| |              |                                                                               |      |        |     |  |

##### Zápas o 5. místo: Bhútán vs. Guam
| | Bhútán | 0 :                                                                  | 3   | Guam |    |  |
| --- | ------ | -------------------------------------------------------------------- | --- | ---- | -- |  |
| Bahrain Tennis Federation, Madinat 'Isa, Bahrajn 22. října 2022 tvrdý |        |                                                                      |     |      |    |  |
| \| \| \| \| 1. \| 2. \| 3. \| \| \| -- \| \| -------------------------------------------------------------------- \| --- \| --- \| -- \| \| \| 1. \| \| Nidup Gyeltshen Daniel Llarenas \| 1 6 \| 4 6 \| \| \| \| 2. \| \| Pema Norbu Camden Camacho \| 0 6 \| 0 6 \| \| \| \| 3. \| \| Tenzin Singye Dorji / Tandin Wangchuk Mason Caldwell / Derek Okuhama \| 4 6 \| 5 7 \| \| \| \| \| \| \| \| \| \| \| \| \| \| \| \| \| \| \| \| \| \| \| \| \| \| \| \| \| \| \| \| \| \| \| \| \| \| \| \| \| \| \| |        |                                                                      |     |      |    |  |
| |        |                                                                      | 1.  | 2.   | 3. |  |
| 1. |        | Nidup Gyeltshen Daniel Llarenas                                      | 1 6 | 4 6  |    |  |
| 2. |        | Pema Norbu Camden Camacho                                            | 0 6 | 0 6  |    |  |
| 3. |        | Tenzin Singye Dorji / Tandin Wangchuk Mason Caldwell / Derek Okuhama | 4 6 | 5 7  |    |  |
| |        |                                                                      |     |      |    |  |
| |        |                                                                      |     |      |    |  |
| |        |                                                                      |     |      |    |  |
| |        |                                                                      |     |      |    |  |
| |        |                                                                      |     |      |    |  |

Výsledek
- Srí Lanka a Kambodža postoupily do 3. skupiny zóny Asie a Oceánie 2023

## Zóna Evropy

### 3. skupina
- Místo konání: Tenisový klub Bellevue, Ulcinj, Černá Hora (antuka)
- Datum: 22.–25. června 2022
- Formát: Osm celků bylo rozděleno do dvou čtyřčlenných základních bloků. Vítězové bloků a vítěz baráže týmů z 2. míst postoupili do baráže 2. světové skupiny 2023. Družstva z 3. a 4. míst se utkala v baráži o setrvání ve skupině; poražení sestoupili do 4. skupiny evropské zóny 2022.[45]

#### Blok A
|   |                 | GEO | CYP | ARM | LIE | Zápasy | Sety        | Hry           | Pořadí |
| 4 | Gruzie          |     | 3–0 | 3–0 | 3–0 | 3–0    | 18–3 (86 %) | 123–59 (68 %) | 1.     |
| 1 | Kypr            | 0–3 |     | 3–0 | 3–0 | 2–1    | 15–6 (71 %) | 114–58 (66 %) | 2.     |
| 6 | Arménie         | 0–3 | 0–3 |     | 3–0 | 1–2    | 6–12 (33 %) | 52–86 (38 %)  | 3.     |
| 8 | Lichtenštejnsko | 0–3 | 0–3 | 0–3 |     | 0–3    | 0–18 (0 %)  | 23–109 (17 %) | 4.     |

#### Blok B
|   |                   | LUX | MDA | MKD | MNE | Zápasy | Sety        | Hry            | Pořadí |
| 3 | Lucembursko       |     | 2–1 | 2–1 | 2–1 | 3–0    | 14–8 (64 %) | 125–112 (53 %) | 1.     |
| 7 | Moldavsko         | 1–2 |     | 2–1 | 2–1 | 2–1    | 12–9 (57 %) | 104–94 (53 %)  | 2.     |
| 5 | Severní Makedonie | 1–2 | 1–2 |     | 2–1 | 1–2    | 8–11 (42 %) | 92–105 (47 %)  | 3.     |
| 2 | Černá Hora        | 1–2 | 1–2 | 1–2 |     | 0–3    | 8–14 (36 %) | 104–114 (48 %) | 4.     |

#### Baráž
| Pořadí      | tým             | výsledek | tým               |
| ----------- | --------------- | -------- | ----------------- |
| 1.–2. místo | Gruzie          | 2–0      | Lucembursko       |
| Postup      | Kypr            | 3–0      | Moldavsko         |
| Sestup      | Arménie         | 0–3      | Černá Hora        |
| Sestup      | Lichtenštejnsko | 0–2      | Severní Makedonie |

##### Zápas o 1. místo: Gruzie vs. Lucembursko
| | Gruzie | 2 :                                                             | 0   | Lucembursko |       |            |
| --- | ------ | --------------------------------------------------------------- | --- | ----------- | ----- | ---------- |
| Tenisový klub Bellevue, Ulcinj, Černá Hora 25. června 2022 antuka |        |                                                                 |     |             |       |            |
| \| \| \| \| 1. \| 2. \| 3. \| \| \| -- \| \| --------------------------------------------------------------- \| --- \| ---- \| ----- \| ---------- \| \| 1. \| \| Zura Tkemaladze Raphael Calzi \| 6 3 \| 6 3 \| \| \| \| 2. \| \| Saba Purceladze Chris Rodesch \| 2 6 \| 7 64 \| 78 66 \| \| \| 3. \| \| Aleksandre Bakši / Aleksandre Metreveli Alex Knaff / Noé Plique \| \| \| \| nehrálo se \| \| \| \| \| \| \| \| \| \| \| \| \| \| \| \| \| \| \| \| \| \| \| \| \| \| \| \| \| \| \| \| \| \| \| \| \| \| \| \| \| |        |                                                                 |     |             |       |            |
| |        |                                                                 | 1.  | 2.          | 3.    |            |
| 1. |        | Zura Tkemaladze Raphael Calzi                                   | 6 3 | 6 3         |       |            |
| 2. |        | Saba Purceladze Chris Rodesch                                   | 2 6 | 7 64        | 78 66 |            |
| 3. |        | Aleksandre Bakši / Aleksandre Metreveli Alex Knaff / Noé Plique |     |             |       | nehrálo se |
| |        |                                                                 |     |             |       |            |
| |        |                                                                 |     |             |       |            |
| |        |                                                                 |     |             |       |            |
| |        |                                                                 |     |             |       |            |
| |        |                                                                 |     |             |       |            |

##### Zápas o postup: Kypr vs. Moldavsko
| | Kypr | 3 :                                                                     | 0   | Moldavsko |     |  |
| --- | ---- | ----------------------------------------------------------------------- | --- | --------- | --- |  |
| Tenisový klub Bellevue, Ulcinj, Černá Hora 25. června 2022 antuka |      |                                                                         |     |           |     |  |
| \| \| \| \| 1. \| 2. \| 3. \| \| \| -- \| \| ----------------------------------------------------------------------- \| --- \| --- \| --- \| \| \| 1. \| \| Menelaos Efstathiou Ilja Snițari \| 4 6 \| 6 1 \| 6 2 \| \| \| 2. \| \| Petros Chrysochos Alexandr Cozbinov \| 6 1 \| 6 2 \| \| \| \| 3. \| \| Stylianos Christodoulou / Sergis Kyratzis Ilie Cazac / Jegor Matvievici \| 6 0 \| 6 1 \| \| \| \| \| \| \| \| \| \| \| \| \| \| \| \| \| \| \| \| \| \| \| \| \| \| \| \| \| \| \| \| \| \| \| \| \| \| \| \| \| \| \| |      |                                                                         |     |           |     |  |
| |      |                                                                         | 1.  | 2.        | 3.  |  |
| 1. |      | Menelaos Efstathiou Ilja Snițari                                        | 4 6 | 6 1       | 6 2 |  |
| 2. |      | Petros Chrysochos Alexandr Cozbinov                                     | 6 1 | 6 2       |     |  |
| 3. |      | Stylianos Christodoulou / Sergis Kyratzis Ilie Cazac / Jegor Matvievici | 6 0 | 6 1       |     |  |
| |      |                                                                         |     |           |     |  |
| |      |                                                                         |     |           |     |  |
| |      |                                                                         |     |           |     |  |
| |      |                                                                         |     |           |     |  |
| |      |                                                                         |     |           |     |  |

##### Zápas o sestup: Arménie vs. Černá Hora
| | Arménie | 0 :                                                                     | 3   | Černá Hora |    |       |
| --- | ------- | ----------------------------------------------------------------------- | --- | ---------- | -- | ----- |
| Tenisový klub Bellevue, Ulcinj, Černá Hora 25. června 2022 antuka |         |                                                                         |     |            |    |       |
| \| \| \| \| 1. \| 2. \| 3. \| \| \| -- \| \| ----------------------------------------------------------------------- \| --- \| --- \| -- \| ----- \| \| 1. \| \| Sedrak Chačatrjan Petar Jovanović \| 0 6 \| 2 6 \| \| \| \| 2. \| \| Mikajel Avetisjan Rrezart Cungu \| 2 5 \| \| \| skreč \| \| 3. \| \| Sedrak Chačatrjan / Henrik Nikožosjan Petar Jovanović / Danilo Raičević \| 1 6 \| 2 6 \| \| \| \| \| \| \| \| \| \| \| \| \| \| \| \| \| \| \| \| \| \| \| \| \| \| \| \| \| \| \| \| \| \| \| \| \| \| \| \| \| \| \| |         |                                                                         |     |            |    |       |
| |         |                                                                         | 1.  | 2.         | 3. |       |
| 1. |         | Sedrak Chačatrjan Petar Jovanović                                       | 0 6 | 2 6        |    |       |
| 2. |         | Mikajel Avetisjan Rrezart Cungu                                         | 2 5 |            |    | skreč |
| 3. |         | Sedrak Chačatrjan / Henrik Nikožosjan Petar Jovanović / Danilo Raičević | 1 6 | 2 6        |    |       |
| |         |                                                                         |     |            |    |       |
| |         |                                                                         |     |            |    |       |
| |         |                                                                         |     |            |    |       |
| |         |                                                                         |     |            |    |       |
| |         |                                                                         |     |            |    |       |

##### Zápas o sestup: Lichtenštejnsko vs. Severní Makedonie
| | Lichtenštejnsko | 0 :                                                                    | 2   | Severní Makedonie |    |            |
| --- | --------------- | ---------------------------------------------------------------------- | --- | ----------------- | -- | ---------- |
| Tenisový klub Bellevue, Ulcinj, Černá Hora 25. června 2022 antuka |                 |                                                                        |     |                   |    |            |
| \| \| \| \| 1. \| 2. \| 3. \| \| \| -- \| \| ---------------------------------------------------------------------- \| --- \| --- \| -- \| ---------- \| \| 1. \| \| Eric Peppard Berk Bugarikj \| 2 6 \| 0 6 \| \| \| \| 2. \| \| Andrej Spasojevic Obrad Markovski \| 0 6 \| 2 6 \| \| \| \| 3. \| \| Gian-Carlo Besimo / Andrej Spasojevic Obrad Markovski / Gorazd Srbljak \| \| \| \| nehrálo se \| \| \| \| \| \| \| \| \| \| \| \| \| \| \| \| \| \| \| \| \| \| \| \| \| \| \| \| \| \| \| \| \| \| \| \| \| \| \| \| \| |                 |                                                                        |     |                   |    |            |
| |                 |                                                                        | 1.  | 2.                | 3. |            |
| 1. |                 | Eric Peppard Berk Bugarikj                                             | 2 6 | 0 6               |    |            |
| 2. |                 | Andrej Spasojevic Obrad Markovski                                      | 0 6 | 2 6               |    |            |
| 3. |                 | Gian-Carlo Besimo / Andrej Spasojevic Obrad Markovski / Gorazd Srbljak |     |                   |    | nehrálo se |
| |                 |                                                                        |     |                   |    |            |
| |                 |                                                                        |     |                   |    |            |
| |                 |                                                                        |     |                   |    |            |
| |                 |                                                                        |     |                   |    |            |
| |                 |                                                                        |     |                   |    |            |

Výsledek
- Gruzie, Lucembursko a Kypr postoupily do baráže 2. světové skupiny 2023
- Arménie a Lichtenštejnsko sestoupily do 4. skupiny evropské zóny 2023

### 4. skupina
- Místo konání: Tenisová akademie v Baku, Baku, Ázerbájdžán (tvrdý)
- Datum: 27.–30. července 2022
- Formát: Sedm celků bylo rozděleno do tří- a čtyřčlenného základního bloku. První dva týmy bloků odehrály barážová utkání, systémem první s druhým, a vítězové postoupili do 3. skupiny evropské zóny 2023. Družstva z třetích míst se utkala v baráži o konečné pořadí.[50]

#### Blok A
|   |            | SMR | ISL | ALB | Zápasy | Sety        | Hry          | Pořadí |
| 1 | San Marino |     | 2–1 | 3–0 | 2–0    | 10–2 (83 %) | 67–37 (64 %) | 1.     |
| 3 | Island     | 1–2 |     | 3–0 | 1–1    | 8–4 (67 %)  | 62–43 (59 %) | 2.     |
| 6 | Albánie    | 0–3 | 0–3 |     | 0–2    | 0–12 (0 %)  | 25–74 (25 %) | 3.     |

#### Blok B
|   |             | MLT | AZE | AND | KOS | Zápasy | Sety        | Hry           | Pořadí |
| 2 | Malta       |     | 2–1 | 2–1 | 3–0 | 3–0    | 16–4 (80 %) | 109–52 (68 %) | 1.     |
| 5 | Ázerbájdžán | 1–2 |     | 2–1 | 2–1 | 2–1    | 10–9 (53 %) | 83–85 (49 %)  | 2.     |
| 4 | Andorra     | 1–2 | 1–2 |     | 2–1 | 1–2    | 8–13 (38 %) | 81–107 (43 %) | 3.     |
| 7 | Kosovo      | 0–3 | 1–2 | 1–2 |     | 0–3    | 6–14 (30 %) | 73–102 (42 %) | 4.     |

#### Baráž
| Pořadí      | tým        | výsledek | tým         |
| ----------- | ---------- | -------- | ----------- |
| Postup      | San Marino | 2–1      | Ázerbájdžán |
| Postup      | Island     | 1–2      | Malta       |
| 5.–6. místo | Albánie    | 2–1      | Andorra     |
| 7. místo    | —          | —        | Kosovo      |

##### Zápas o postup: San Marino vs. Ázerbájdžán
| | San Marino | 2 :                                                              | 1   | Ázerbájdžán |     |  |
| --- | ---------- | ---------------------------------------------------------------- | --- | ----------- | --- |  |
| Tenisová akademie Baku, Baku, Ázerbájdžán 30. července 2022 tvrdý |            |                                                                  |     |             |     |  |
| \| \| \| \| 1. \| 2. \| 3. \| \| \| -- \| \| ---------------------------------------------------------------- \| --- \| --- \| --- \| \| \| 1. \| \| Stefano Galvani Kanan Gasimov \| 6 2 \| 5 7 \| 6 2 \| \| \| 2. \| \| Marco De Rossi Tamerlan Azizov \| 6 4 \| 1 6 \| 5 7 \| \| \| 3. \| \| Marco De Rossi / Stefano Galvani Tamerlan Azizov / Kanan Gasimov \| 6 2 \| 6 2 \| \| \| \| \| \| \| \| \| \| \| \| \| \| \| \| \| \| \| \| \| \| \| \| \| \| \| \| \| \| \| \| \| \| \| \| \| \| \| \| \| \| \| |            |                                                                  |     |             |     |  |
| |            |                                                                  | 1.  | 2.          | 3.  |  |
| 1. |            | Stefano Galvani Kanan Gasimov                                    | 6 2 | 5 7         | 6 2 |  |
| 2. |            | Marco De Rossi Tamerlan Azizov                                   | 6 4 | 1 6         | 5 7 |  |
| 3. |            | Marco De Rossi / Stefano Galvani Tamerlan Azizov / Kanan Gasimov | 6 2 | 6 2         |     |  |
| |            |                                                                  |     |             |     |  |
| |            |                                                                  |     |             |     |  |
| |            |                                                                  |     |             |     |  |
| |            |                                                                  |     |             |     |  |
| |            |                                                                  |     |             |     |  |

##### Zápas o postup: Malta vs. Island
| | Malta | 2 :                                                               | 1    | Island |     |  |
| --- | ----- | ----------------------------------------------------------------- | ---- | ------ | --- |  |
| Tenisová akademie Baku, Baku, Ázerbájdžán 30. července 2022 tvrdý |       |                                                                   |      |        |     |  |
| \| \| \| \| 1. \| 2. \| 3. \| \| \| -- \| \| ----------------------------------------------------------------- \| ---- \| --- \| --- \| \| \| 1. \| \| Alex Degabriele Rafn Bonifacius \| 65 7 \| 3 6 \| \| \| \| 2. \| \| Matthew Asciak Egill Sigurðsson \| 6 1 \| 6 0 \| \| \| \| 3. \| \| Matthew Asciak / Alex Degabriele Rafn Bonifacius / Daniel Siddall \| 4 6 \| 6 4 \| 6 1 \| \| \| \| \| \| \| \| \| \| \| \| \| \| \| \| \| \| \| \| \| \| \| \| \| \| \| \| \| \| \| \| \| \| \| \| \| \| \| \| \| \| |       |                                                                   |      |        |     |  |
| |       |                                                                   | 1.   | 2.     | 3.  |  |
| 1. |       | Alex Degabriele Rafn Bonifacius                                   | 65 7 | 3 6    |     |  |
| 2. |       | Matthew Asciak Egill Sigurðsson                                   | 6 1  | 6 0    |     |  |
| 3. |       | Matthew Asciak / Alex Degabriele Rafn Bonifacius / Daniel Siddall | 4 6  | 6 4    | 6 1 |  |
| |       |                                                                   |      |        |     |  |
| |       |                                                                   |      |        |     |  |
| |       |                                                                   |      |        |     |  |
| |       |                                                                   |      |        |     |  |
| |       |                                                                   |      |        |     |  |

##### Zápas o 5. místo: Albánie vs. Andorra
| | Albánie | 2 :                                                              | 1   | Andorra |    |  |
| --- | ------- | ---------------------------------------------------------------- | --- | ------- | -- |  |
| Tenisová akademie Baku, Baku, Ázerbájdžán 30. července 2022 tvrdý |         |                                                                  |     |         |    |  |
| \| \| \| \| 1. \| 2. \| 3. \| \| \| -- \| \| ---------------------------------------------------------------- \| --- \| --- \| -- \| \| \| 1. \| \| Martin Muedini Jordi Trilla Clanchet \| 6 3 \| 6 3 \| \| \| \| 2. \| \| Mario Zili Èric Cervós Noguer \| 6 3 \| 6 3 \| \| \| \| 3. \| \| Martin Muedini / Mario Zili Èric Cervós Noguer / Damien Gelabert \| 2 6 \| 2 6 \| \| \| \| \| \| \| \| \| \| \| \| \| \| \| \| \| \| \| \| \| \| \| \| \| \| \| \| \| \| \| \| \| \| \| \| \| \| \| \| \| \| \| |         |                                                                  |     |         |    |  |
| |         |                                                                  | 1.  | 2.      | 3. |  |
| 1. |         | Martin Muedini Jordi Trilla Clanchet                             | 6 3 | 6 3     |    |  |
| 2. |         | Mario Zili Èric Cervós Noguer                                    | 6 3 | 6 3     |    |  |
| 3. |         | Martin Muedini / Mario Zili Èric Cervós Noguer / Damien Gelabert | 2 6 | 2 6     |    |  |
| |         |                                                                  |     |         |    |  |
| |         |                                                                  |     |         |    |  |
| |         |                                                                  |     |         |    |  |
| |         |                                                                  |     |         |    |  |
| |         |                                                                  |     |         |    |  |

Výsledek
- San Marino a Malta postoupily do 3. skupiny evropské zóny 2023

## Zóna Afriky

### 3. skupina
- Místo konání: Tennis Club de Bachdjarah, Alžír, Alžírsko (antuka)
- Datum: 10.–13. srpna 2022
- Formát: Osm celků bylo rozděleno do dvou čtyřčlenných základních bloků. Vítězové bloků a vítěz baráže týmů z 2. míst postoupili do baráže 2. světové skupiny 2023. Družstva z 3. a 4. míst se utkala v baráži o setrvání ve skupině, systémem třetí se čtvrtým; poražení sestoupili do 4. skupiny africké zóny 2022.[54]

#### Blok A
|   |                   | CIV | ZIM | BEN | MOZ | Zápasy | Sety        | Hry           | Pořadí |
| 8 | Pobřeží slonoviny |     | 2–1 | 2–1 | 3–0 | 3–0    | 14–5 (74 %) | 105–70 (60 %) | 1.     |
| 1 | Zimbabwe          | 1–2 |     | 2–1 | 3–0 | 2–1    | 12–6 (67 %) | 97–59 (62 %)  | 2.     |
| 3 | Benin             | 1–2 | 1–2 |     | 3–0 | 1–2    | 11–8 (58 %) | 95–75 (56 %)  | 3.     |
| 6 | Mosambik          | 0–3 | 0–3 | 0–3 |     | 0–3    | 0–18 (0 %)  | 15–108 (12 %) | 4.     |

#### Blok B
|   |          | MAR | NAM | ALG | KEN | Zápasy | Sety        | Hry           | Pořadí |
| 1 | Maroko   |     | 3–0 | 3–0 | 3–0 | 3–0    | 18–1 (95 %) | 113–53 (68 %) | 1.     |
| 5 | Namibie  | 0–3 |     | 2–1 | 2–1 | 2–1    | 9–12 (43 %) | 98–98 (50 %)  | 2.     |
| 7 | Alžírsko | 0–3 | 1–2 |     | 2–1 | 1–2    | 9–14 (39 %) | 93–116 (44 %) | 3.     |
| 4 | Keňa     | 0–3 | 1–2 | 1–2 |     | 0–3    | 5–14 (26 %) | 63–100 (39 %) | 4.     |

#### Baráž
| Pořadí      | tým               | výsledek | tým      |
| ----------- | ----------------- | -------- | -------- |
| 1.–2. místo | Pobřeží slonoviny | 0–2      | Maroko   |
| Postup      | Zimbabwe          | 2–1      | Namibie  |
| Sestup      | Benin             | 2–1      | Keňa     |
| Sestup      | Mosambik          | 0–2      | Alžírsko |

##### Zápas o 1. místo: Pobřeží slonoviny vs. Maroko
| | Pobřeží slonoviny | 0 :                                                                                         | 2   | Maroko |     |            |
| --- | ----------------- | ------------------------------------------------------------------------------------------- | --- | ------ | --- | ---------- |
| Tennis Club de Bachdjarah, Alžír, Alžírsko 13. srpna 2022 antuka |                   |                                                                                             |     |        |     |            |
| \| \| \| \| 1. \| 2. \| 3. \| \| \| -- \| \| ------------------------------------------------------------------------------------------- \| --- \| --- \| --- \| ---------- \| \| 1. \| \| Gueninle Abdoul Karim Ouattara Walid Ahouda \| 3 6 \| 6 4 \| 4 6 \| \| \| 2. \| \| Abdoulaziz Bationo Mehdi Benchakroun \| 2 6 \| 3 6 \| \| \| \| 3. \| \| Abdoulaziz Bationo / Gueninle Abdoul Karim Ouattara Yassine Dlimi / Younes Lalami Laaroussi \| \| \| \| nehrálo se \| \| \| \| \| \| \| \| \| \| \| \| \| \| \| \| \| \| \| \| \| \| \| \| \| \| \| \| \| \| \| \| \| \| \| \| \| \| \| \| \| |                   |                                                                                             |     |        |     |            |
| |                   |                                                                                             | 1.  | 2.     | 3.  |            |
| 1. |                   | Gueninle Abdoul Karim Ouattara Walid Ahouda                                                 | 3 6 | 6 4    | 4 6 |            |
| 2. |                   | Abdoulaziz Bationo Mehdi Benchakroun                                                        | 2 6 | 3 6    |     |            |
| 3. |                   | Abdoulaziz Bationo / Gueninle Abdoul Karim Ouattara Yassine Dlimi / Younes Lalami Laaroussi |     |        |     | nehrálo se |
| |                   |                                                                                             |     |        |     |            |
| |                   |                                                                                             |     |        |     |            |
| |                   |                                                                                             |     |        |     |            |
| |                   |                                                                                             |     |        |     |            |
| |                   |                                                                                             |     |        |     |            |

##### Zápas o postup: Namibie vs. Zimbabwe
| | Namibie | 1 :                                                                                        | 2   | Zimbabwe |      |  |
| --- | ------- | ------------------------------------------------------------------------------------------ | --- | -------- | ---- |  |
| Tennis Club de Bachdjarah, Alžír, Alžírsko 13. srpna 2022 antuka |         |                                                                                            |     |          |      |  |
| \| \| \| \| 1. \| 2. \| 3. \| \| \| -- \| \| ------------------------------------------------------------------------------------------ \| --- \| --- \| ---- \| \| \| 1. \| \| Connor Henry van Schalkwyk Mehluli Don Ayanda Sibanda \| 6 3 \| 6 4 \| \| \| \| 2. \| \| Codie Schalk van Schalkwyk Benjamin Lock \| 3 6 \| 6 4 \| 62 7 \| \| \| 3. \| \| Codie Schalk van Schalkwyk / Connor Henry van Schalkwyk Benjamin Lock / Courtney John Lock \| 0 6 \| 1 6 \| \| \| \| \| \| \| \| \| \| \| \| \| \| \| \| \| \| \| \| \| \| \| \| \| \| \| \| \| \| \| \| \| \| \| \| \| \| \| \| \| \| \| |         |                                                                                            |     |          |      |  |
| |         |                                                                                            | 1.  | 2.       | 3.   |  |
| 1. |         | Connor Henry van Schalkwyk Mehluli Don Ayanda Sibanda                                      | 6 3 | 6 4      |      |  |
| 2. |         | Codie Schalk van Schalkwyk Benjamin Lock                                                   | 3 6 | 6 4      | 62 7 |  |
| 3. |         | Codie Schalk van Schalkwyk / Connor Henry van Schalkwyk Benjamin Lock / Courtney John Lock | 0 6 | 1 6      |      |  |
| |         |                                                                                            |     |          |      |  |
| |         |                                                                                            |     |          |      |  |
| |         |                                                                                            |     |          |      |  |
| |         |                                                                                            |     |          |      |  |
| |         |                                                                                            |     |          |      |  |

##### Zápas o sestup: Benin vs. Keňa
| | Benin | 2 :                                                                | 1    | Keňa |    |  |
| --- | ----- | ------------------------------------------------------------------ | ---- | ---- | -- |  |
| Tennis Club de Bachdjarah, Alžír, Alžírsko 13. srpna 2022 antuka |       |                                                                    |      |      |    |  |
| \| \| \| \| 1. \| 2. \| 3. \| \| \| -- \| \| ------------------------------------------------------------------ \| ---- \| --- \| -- \| \| \| 1. \| \| Patrick Agbo-Panzo Keean Shah \| 6 0 \| 6 3 \| \| \| \| 2. \| \| Alexis Klégou Kael Shalin Shah \| 6 1 \| 6 1 \| \| \| \| 3. \| \| Patrick Agbo-Panzo / Sylvestre Monnou Albert Njogu / Derick Ominde \| 62 7 \| 5 7 \| \| \| \| \| \| \| \| \| \| \| \| \| \| \| \| \| \| \| \| \| \| \| \| \| \| \| \| \| \| \| \| \| \| \| \| \| \| \| \| \| \| \| |       |                                                                    |      |      |    |  |
| |       |                                                                    | 1.   | 2.   | 3. |  |
| 1. |       | Patrick Agbo-Panzo Keean Shah                                      | 6 0  | 6 3  |    |  |
| 2. |       | Alexis Klégou Kael Shalin Shah                                     | 6 1  | 6 1  |    |  |
| 3. |       | Patrick Agbo-Panzo / Sylvestre Monnou Albert Njogu / Derick Ominde | 62 7 | 5 7  |    |  |
| |       |                                                                    |      |      |    |  |
| |       |                                                                    |      |      |    |  |
| |       |                                                                    |      |      |    |  |
| |       |                                                                    |      |      |    |  |
| |       |                                                                    |      |      |    |  |

##### Zápas o sestup: Alžírsko vs. Mosambik
| | Alžírsko | 2 :                                                                                | 0   | Mosambik |    |            |
| --- | -------- | ---------------------------------------------------------------------------------- | --- | -------- | -- | ---------- |
| Tennis Club de Bachdjarah, Alžír, Alžírsko 13. srpna 2022 antuka |          |                                                                                    |     |          |    |            |
| \| \| \| \| 1. \| 2. \| 3. \| \| \| -- \| \| ---------------------------------------------------------------------------------- \| --- \| --- \| -- \| ---------- \| \| 1. \| \| Toufik Sahtali Jossefa Simão Elias \| 6 0 \| 6 1 \| \| \| \| 2. \| \| Samir Hamza Reguig Hercilio Rafael Seda \| 6 0 \| 6 0 \| \| \| \| 3. \| \| Mohamed Amine Aïssa Khelifa / Rayan Ghedjemis Jossefa Simão Elias / Jaime Sigauque \| \| \| \| nehrálo se \| \| \| \| \| \| \| \| \| \| \| \| \| \| \| \| \| \| \| \| \| \| \| \| \| \| \| \| \| \| \| \| \| \| \| \| \| \| \| \| \| |          |                                                                                    |     |          |    |            |
| |          |                                                                                    | 1.  | 2.       | 3. |            |
| 1. |          | Toufik Sahtali Jossefa Simão Elias                                                 | 6 0 | 6 1      |    |            |
| 2. |          | Samir Hamza Reguig Hercilio Rafael Seda                                            | 6 0 | 6 0      |    |            |
| 3. |          | Mohamed Amine Aïssa Khelifa / Rayan Ghedjemis Jossefa Simão Elias / Jaime Sigauque |     |          |    | nehrálo se |
| |          |                                                                                    |     |          |    |            |
| |          |                                                                                    |     |          |    |            |
| |          |                                                                                    |     |          |    |            |
| |          |                                                                                    |     |          |    |            |
| |          |                                                                                    |     |          |    |            |

Výsledek
- Pobřeží slonoviny, Maroko a Zimbabwe postoupily do baráže 2. světové skupiny 2023
- Keňa a Mosambik sestoupily do 4. skupiny zóny Afriky 2023

### 4. skupina
- Místo konání:  Ecology Tennis Club, Kigali, Rwanda (antuka); MUNDI Sport Complex, Yaoundé, Kamerun (tvrdý)
- Datum: 4.–9. července a 27.–30. července 2022
- Formát: Sedmnáct celků bylo rozděleno do podskupin v Kigali a Yaoundé. Kigalská podskupina sestávala ze čtyř- a pětičlenného základního bloku.  Do podskupiny v Yaoundé nastoupilo osm družstev ve dvou čtyřčlenných základních blocích. Týmy z 1. míst následně vytvořily páry a sehrály baráž o dvě postupová místa do 3. skupiny africké zóny 2023. Družstva z dalších příček se utkala v baráži o konečné pořadí v podskupinách.[59]

#### Blok A (Kigali)
|   |          | RWA | SUD | TAN | UGA | Zápasy | Sety        | Hry           | Pořadí |
| 1 | Rwanda   |     | 3–0 | 3–0 | 3–0 | 3–0    | 18–1 (95 %) | 112–39 (74 %) | 1.     |
| – | Súdán    | 0–3 |     | 2–1 | 3–0 | 2–1    | 11–9 (55 %) | 94–83 (53 %)  | 2.     |
| – | Tanzanie | 0–3 | 1–2 |     | 2–1 | 1–2    | 7–12 (37 %) | 63–88 (42 %)  | 3.     |
| 3 | Uganda   | 0–3 | 0–3 | 1–2 |     | 0–3    | 2–16 (11 %) | 41–100 (29 %) | 4.     |

#### Blok B (Kigali)
|   |            | TOG | COD | BOT | ANG | CGO | Zápasy | Sety        | Hry           | Pořadí |
| – | Togo       |     | 2–1 | 3–0 | 3–0 | 3–0 | 4–0    | 23–2 (92 %) | 147–66 (69 %) | 1.     |
| – | Konžská DR | 1–2 |     | 3–0 | 3–0 | 3–0 | 3–1    | 20–5 (80 %) | 146–73 (67 %) | 2.     |
| 2 | Botswana   | 0–3 | 0–3 |     | 2–1 | 2–1 | 2–2    | 8–17 (32 %) | 81–126 (39 %) | 3.     |
| 4 | Angola     | 0–3 | 0–3 | 1–2 |     | 2–1 | 1–3    | 8–18 (31 %) | 86–126 (41 %) | 4.     |
| – | Kongo      | 0–3 | 0–3 | 1–2 | 1–2 |     | 0–4    | 4–21 (16 %) | 70–139 (33 %) | 5.     |

#### Blok A (Yaoundé)
|   |           | BDI | NGR | GAB | MRI | Zápasy | Sety        | Hry           | Pořadí |
| – | Burundi   |     | 2–1 | 3–0 | 1–2 | 2–1    | 12–7 (63 %) | 93–70 (57 %)  | 1      |
| 1 | Nigérie   | 1–2 |     | 3–0 | 3–0 | 2–1    | 15–5 (75 %) | 106–79 (57 %) | 2      |
| 4 | Gabon     | 0–3 | 0–3 |     | 2–1 | 1–2    | 5–15 (25 %) | 83–111 (43 %) | 3      |
| – | Mauricius | 2–1 | 0–3 | 1–2 |     | 1–2    | 7–12 (37 %) | 78–100 (44 %) | 4      |

#### Blok B (Yaoundé)
|   |         | SEN | GHA | CMR | ETH | Zápasy | Sety        | Hry           | Pořadí |
| 5 | Senegal |     | 2–1 | 2–1 | 3–0 | 3–0    | 15–7 (68 %) | 113–71 (61 %) | 1.     |
| 3 | Ghana   | 1–2 |     | 2–1 | 3–0 | 2–1    | 13–6 (68 %) | 100–76 (57 %) | 2.     |
| 2 | Kamerun | 1–2 | 1–2 |     | 3–0 | 1–2    | 11–9 (55 %) | 95–94 (50 %)  | 3.     |
| – | Etiopie | 0–3 | 0–3 | 0–3 |     | 0–3    | 1–18 (5 %)  | 45–112 (29 %) | 4.     |

#### Baráž
| Baráž (Kigali) | Baráž (Kigali) | Baráž (Kigali) | Baráž (Kigali) |
| Pořadí         | tým            | výsledek       | tým            |
| -------------- | -------------- | -------------- | -------------- |
| Postup         | Rwanda         | 0–3            | Togo           |
| 3.–4. místo    | Súdán          | 0–3            | Konžská DR     |
| 5.–6. místo    | Tanzanie       | 2–1            | Botswana       |
| 7.–8. místo    | Uganda         | 0–3            | Angola         |
| 9. místo       | —              | —              | Kongo          |

| Baráž (Yaoundé) | Baráž (Yaoundé) | Baráž (Yaoundé) | Baráž (Yaoundé) |
| Pořadí          | tým             | výsledek        | tým             |
| --------------- | --------------- | --------------- | --------------- |
| Postup          | Burundi         | 1–2             | Senegal         |
| 3.–4. místo     | Nigérie         | 0–2             | Ghana           |
| 5.–6. místo     | Gabon           | 0–2             | Kamerun         |
| 7.–8. místo     | Mauricius       | 2–1             | Etiopie         |

##### Zápas o postup (Kigali): Rwanda vs. Togo
| | Rwanda | 0 :                                                                               | 3    | Togo |    |  |
| --- | ------ | --------------------------------------------------------------------------------- | ---- | ---- | -- |  |
| Ecology Tennis Club, Kigali, Rwanda 9. července 2022 antuka |        |                                                                                   |      |      |    |  |
| \| \| \| \| 1. \| 2. \| 3. \| \| \| -- \| \| --------------------------------------------------------------------------------- \| ---- \| --- \| -- \| \| \| 1. \| \| Étienne Niyigena Liova Ayite Ajavon \| 3 6 \| 4 6 \| \| \| \| 2. \| \| Ernest Habiyambere Thomas Setodji \| 0 6 \| 2 6 \| \| \| \| 3. \| \| Ernest Habiyambere / Étienne Niyigena M'lapa Tingou Akomlo / Hod'abalo Isak Padio \| 65 7 \| 2 6 \| \| \| \| \| \| \| \| \| \| \| \| \| \| \| \| \| \| \| \| \| \| \| \| \| \| \| \| \| \| \| \| \| \| \| \| \| \| \| \| \| \| \| |        |                                                                                   |      |      |    |  |
| |        |                                                                                   | 1.   | 2.   | 3. |  |
| 1. |        | Étienne Niyigena Liova Ayite Ajavon                                               | 3 6  | 4 6  |    |  |
| 2. |        | Ernest Habiyambere Thomas Setodji                                                 | 0 6  | 2 6  |    |  |
| 3. |        | Ernest Habiyambere / Étienne Niyigena M'lapa Tingou Akomlo / Hod'abalo Isak Padio | 65 7 | 2 6  |    |  |
| |        |                                                                                   |      |      |    |  |
| |        |                                                                                   |      |      |    |  |
| |        |                                                                                   |      |      |    |  |
| |        |                                                                                   |      |      |    |  |
| |        |                                                                                   |      |      |    |  |

##### Zápas o postup (Yaoundé): Burundi vs. Senegal
| | Burundi | 1 :                                                               | 2   | Senegal |    |  |
| --- | ------- | ----------------------------------------------------------------- | --- | ------- | -- |  |
| MUNDI Sport Complex, Yaoundé, Kamerun 30. července 2022 tvrdý |         |                                                                   |     |         |    |  |
| \| \| \| \| 1. \| 2. \| 3. \| \| \| -- \| \| ----------------------------------------------------------------- \| --- \| --- \| -- \| \| \| 1. \| \| Allan Gatoto Nicolas Jadoun \| 0 6 \| 0 6 \| \| \| \| 2. \| \| Guy Orly Iradukunda Seydina André \| 6 3 \| 6 2 \| \| \| \| 3. \| \| Allan Gatoto / Guy Orly Iradukunda Seydina André / Nicolas Jadoun \| 4 6 \| 2 6 \| \| \| \| \| \| \| \| \| \| \| \| \| \| \| \| \| \| \| \| \| \| \| \| \| \| \| \| \| \| \| \| \| \| \| \| \| \| \| \| \| \| \| |         |                                                                   |     |         |    |  |
| |         |                                                                   | 1.  | 2.      | 3. |  |
| 1. |         | Allan Gatoto Nicolas Jadoun                                       | 0 6 | 0 6     |    |  |
| 2. |         | Guy Orly Iradukunda Seydina André                                 | 6 3 | 6 2     |    |  |
| 3. |         | Allan Gatoto / Guy Orly Iradukunda Seydina André / Nicolas Jadoun | 4 6 | 2 6     |    |  |
| |         |                                                                   |     |         |    |  |
| |         |                                                                   |     |         |    |  |
| |         |                                                                   |     |         |    |  |
| |         |                                                                   |     |         |    |  |
| |         |                                                                   |     |         |    |  |

##### Zápas o 3. místo (Kigali): Súdán vs. Konžská demokratická republika
| | Súdán | 0 :                                                                  | 3   | Konžská demokratická republika |     |  |
| --- | ----- | -------------------------------------------------------------------- | --- | ------------------------------ | --- |  |
| Ecology Tennis Club, Kigali, Rwanda 9. července 2022 antuka |       |                                                                      |     |                                |     |  |
| \| \| \| \| 1. \| 2. \| 3. \| \| \| -- \| \| -------------------------------------------------------------------- \| --- \| ---- \| --- \| \| \| 1. \| \| Noor Mandour Arnold Ikondo Moke \| 0 6 \| 0 6 \| \| \| \| 2. \| \| Khalid Derar Bienvenu Bolangi \| 4 6 \| 7 65 \| 3 6 \| \| \| 3. \| \| Mohamed Abdalla / Noor Mandour Bienvenu Bolangi / Arnold Ikondo Moke \| 2 6 \| 1 6 \| \| \| \| \| \| \| \| \| \| \| \| \| \| \| \| \| \| \| \| \| \| \| \| \| \| \| \| \| \| \| \| \| \| \| \| \| \| \| \| \| \| \| |       |                                                                      |     |                                |     |  |
| |       |                                                                      | 1.  | 2.                             | 3.  |  |
| 1. |       | Noor Mandour Arnold Ikondo Moke                                      | 0 6 | 0 6                            |     |  |
| 2. |       | Khalid Derar Bienvenu Bolangi                                        | 4 6 | 7 65                           | 3 6 |  |
| 3. |       | Mohamed Abdalla / Noor Mandour Bienvenu Bolangi / Arnold Ikondo Moke | 2 6 | 1 6                            |     |  |
| |       |                                                                      |     |                                |     |  |
| |       |                                                                      |     |                                |     |  |
| |       |                                                                      |     |                                |     |  |
| |       |                                                                      |     |                                |     |  |
| |       |                                                                      |     |                                |     |  |

##### Zápas o 3. místo (Yaoundé): Nigérie vs. Ghana
| | Nigérie | 0 :                                                                                | 2   | Ghana |    |            |
| --- | ------- | ---------------------------------------------------------------------------------- | --- | ----- | -- | ---------- |
| MUNDI Sport Complex, Yaoundé, Kamerun 30. července 2022 tvrdý |         |                                                                                    |     |       |    |            |
| \| \| \| \| 1. \| 2. \| 3. \| \| \| -- \| \| ---------------------------------------------------------------------------------- \| --- \| --- \| -- \| ---------- \| \| 1. \| \| Nonso Madueke Samuel Agbesi Osei Antwi \| 1 6 \| 2 6 \| \| \| \| 2. \| \| Wilson Oswalele Igbinovia Isaac Nortey \| 3 6 \| 2 6 \| \| \| \| 3. \| \| Nonso Madueke / Abayomi Oluseyi Philips Johnson Acquah / Reginald Nii Okai Okantey \| \| \| \| nehrálo se \| \| \| \| \| \| \| \| \| \| \| \| \| \| \| \| \| \| \| \| \| \| \| \| \| \| \| \| \| \| \| \| \| \| \| \| \| \| \| \| \| |         |                                                                                    |     |       |    |            |
| |         |                                                                                    | 1.  | 2.    | 3. |            |
| 1. |         | Nonso Madueke Samuel Agbesi Osei Antwi                                             | 1 6 | 2 6   |    |            |
| 2. |         | Wilson Oswalele Igbinovia Isaac Nortey                                             | 3 6 | 2 6   |    |            |
| 3. |         | Nonso Madueke / Abayomi Oluseyi Philips Johnson Acquah / Reginald Nii Okai Okantey |     |       |    | nehrálo se |
| |         |                                                                                    |     |       |    |            |
| |         |                                                                                    |     |       |    |            |
| |         |                                                                                    |     |       |    |            |
| |         |                                                                                    |     |       |    |            |
| |         |                                                                                    |     |       |    |            |

##### Zápas o 5. místo (Kigali): Tanzanie vs. Botswana
| | Tanzanie | 2 :                                                                  | 1   | Botswana |     |  |
| --- | -------- | -------------------------------------------------------------------- | --- | -------- | --- |  |
| Ecology Tennis Club, Kigali, Rwanda 9. července 2022 antuka |          |                                                                      |     |          |     |  |
| \| \| \| \| 1. \| 2. \| 3. \| \| \| -- \| \| -------------------------------------------------------------------- \| --- \| --- \| --- \| \| \| 1. \| \| Omari Hamis Sulle Thato Holmes \| 4 6 \| 7 5 \| 3 6 \| \| \| 2. \| \| Frank Mshanga Lefa Ashley Sibanda \| 6 2 \| 6 4 \| \| \| \| 3. \| \| Frank Mshanga / Omari Hamis Sulle Thato Holmes / Lefa Ashley Sibanda \| 6 3 \| 6 3 \| \| \| \| \| \| \| \| \| \| \| \| \| \| \| \| \| \| \| \| \| \| \| \| \| \| \| \| \| \| \| \| \| \| \| \| \| \| \| \| \| \| \| |          |                                                                      |     |          |     |  |
| |          |                                                                      | 1.  | 2.       | 3.  |  |
| 1. |          | Omari Hamis Sulle Thato Holmes                                       | 4 6 | 7 5      | 3 6 |  |
| 2. |          | Frank Mshanga Lefa Ashley Sibanda                                    | 6 2 | 6 4      |     |  |
| 3. |          | Frank Mshanga / Omari Hamis Sulle Thato Holmes / Lefa Ashley Sibanda | 6 3 | 6 3      |     |  |
| |          |                                                                      |     |          |     |  |
| |          |                                                                      |     |          |     |  |
| |          |                                                                      |     |          |     |  |
| |          |                                                                      |     |          |     |  |
| |          |                                                                      |     |          |     |  |

##### Zápas o 5. místo (Yaoundé): Gabon vs. Kamerun
| | Gabon | 0 :                                                                                                | 2    | Kamerun |    |            |
| --- | ----- | -------------------------------------------------------------------------------------------------- | ---- | ------- | -- | ---------- |
| MUNDI Sport Complex, Yaoundé, Kamerun 30. července 2022 tvrdý |       | |      |         |    |            |
| \| \| \| \| 1. \| 2. \| 3. \| \| \| -- \| \| -------------------------------------------------------------------------------------------------- \| ---- \| --- \| -- \| ---------- \| \| 1. \| \| Willy Lebendje Cliford Wuyum Nkwain \| 0 6 \| 1 6 \| \| \| \| 2. \| \| Lyold Obiang Ondo Boriss Kamdem \| 62 7 \| 3 6 \| \| \| \| 3. \| \| Willy Lebendje / Lyold Obiang Ondo Okala Hagoua Valentin Brayan Alexis / Lloyd Sergio Watat Njanga \| \| \| \| nehrálo se \| \| \| \| \| \| \| \| \| \| \| \| \| \| \| \| \| \| \| \| \| \| \| \| \| \| \| \| \| \| \| \| \| \| \| \| \| \| \| \| \| |       | |      |         |    |            |
| |       | | 1.   | 2.      | 3. |            |
| 1. |       | Willy Lebendje Cliford Wuyum Nkwain                                                                | 0 6  | 1 6     |    |            |
| 2. |       | Lyold Obiang Ondo Boriss Kamdem                                                                    | 62 7 | 3 6     |    |            |
| 3. |       | Willy Lebendje / Lyold Obiang Ondo Okala Hagoua Valentin Brayan Alexis / Lloyd Sergio Watat Njanga |      |         |    | nehrálo se |
| |       | |      |         |    |            |
| |       | |      |         |    |            |
| |       | |      |         |    |            |
| |       | |      |         |    |            |
| |       | |      |         |    |            |

##### Zápas o 7. místo (Kigali): Angola vs. Uganda
| | Angola | 3 :                                                                   | 0   | Uganda |          |  |
| --- | ------ | --------------------------------------------------------------------- | --- | ------ | -------- |  |
| Ecology Tennis Club, Kigali, Rwanda 9. července 2022 antuka |        |                                                                       |     |        |          |  |
| \| \| \| \| 1. \| 2. \| 3. \| \| \| -- \| \| --------------------------------------------------------------------- \| --- \| --- \| -------- \| \| \| 1. \| \| João Neves Wakoli Nasawali Ronald \| 6 3 \| 7 5 \| \| \| \| 2. \| \| Zidario Quitomina Joel Mwisukye \| 6 4 \| 6 3 \| \| \| \| 3. \| \| Fernando André / Cleuson Tipewa Wakoli Nasawali Ronald / Godfrey Ocen \| 6 3 \| 4 6 \| [10] [2] \| \| \| \| \| \| \| \| \| \| \| \| \| \| \| \| \| \| \| \| \| \| \| \| \| \| \| \| \| \| \| \| \| \| \| \| \| \| \| \| \| \| |        |                                                                       |     |        |          |  |
| |        |                                                                       | 1.  | 2.     | 3.       |  |
| 1. |        | João Neves Wakoli Nasawali Ronald                                     | 6 3 | 7 5    |          |  |
| 2. |        | Zidario Quitomina Joel Mwisukye                                       | 6 4 | 6 3    |          |  |
| 3. |        | Fernando André / Cleuson Tipewa Wakoli Nasawali Ronald / Godfrey Ocen | 6 3 | 4 6    | [10] [2] |  |
| |        |                                                                       |     |        |          |  |
| |        |                                                                       |     |        |          |  |
| |        |                                                                       |     |        |          |  |
| |        |                                                                       |     |        |          |  |
| |        |                                                                       |     |        |          |  |

##### Zápas o 7. místo (Yaoundé): Mauricius vs. Etiopie
| | Mauricius | 2 :                                                                                         | 1   | Etiopie |     |  |
| --- | --------- | ------------------------------------------------------------------------------------------- | --- | ------- | --- |  |
| MUNDI Sport Complex, Yaoundé, Kamerun 30. července 2022 tvrdý |           |                                                                                             |     |         |     |  |
| \| \| \| \| 1. \| 2. \| 3. \| \| \| -- \| \| ------------------------------------------------------------------------------------------- \| --- \| ---- \| --- \| \| \| 1. \| \| Jake Lam Hau Ching Abdella Nedim Mohammed \| 6 4 \| 4 6 \| 6 3 \| \| \| 2. \| \| Lucas Alexander Lai Fat Fur Yabets Kebede \| 1 6 \| 5 7 \| \| \| \| 3. \| \| Łukasz Skowroński / Ryan Chee Tat Wong Pin Young Teame Gebresilase / Abdella Nedim Mohammed \| 6 4 \| 7 65 \| \| \| \| \| \| \| \| \| \| \| \| \| \| \| \| \| \| \| \| \| \| \| \| \| \| \| \| \| \| \| \| \| \| \| \| \| \| \| \| \| \| \| |           |                                                                                             |     |         |     |  |
| |           |                                                                                             | 1.  | 2.      | 3.  |  |
| 1. |           | Jake Lam Hau Ching Abdella Nedim Mohammed                                                   | 6 4 | 4 6     | 6 3 |  |
| 2. |           | Lucas Alexander Lai Fat Fur Yabets Kebede                                                   | 1 6 | 5 7     |     |  |
| 3. |           | Łukasz Skowroński / Ryan Chee Tat Wong Pin Young Teame Gebresilase / Abdella Nedim Mohammed | 6 4 | 7 65    |     |  |
| |           |                                                                                             |     |         |     |  |
| |           |                                                                                             |     |         |     |  |
| |           |                                                                                             |     |         |     |  |
| |           |                                                                                             |     |         |     |  |
| |           |                                                                                             |     |         |     |  |

Výsledek
- Togo a Senegal postoupily do 3. skupiny zóny Afriky 2023